# Citroën C4
El Citroën C4 es un automóvil de turismo del segmento C producido por el fabricante francés Citroën desde 2004. Es el sucesor del Citroën Xsara.
Fue elegido para el segundo puesto en el Coche del Año en Europa 2004. Su segunda generación fue elegido "Premio Volante de Oro 2013", "Melhor Carro Nacional de Brasil", "Mejor Sedan de Brasil".

## Modelo histórico
El primer Citroën C4 de la historia fue fabricado de 1928 a 1930. 

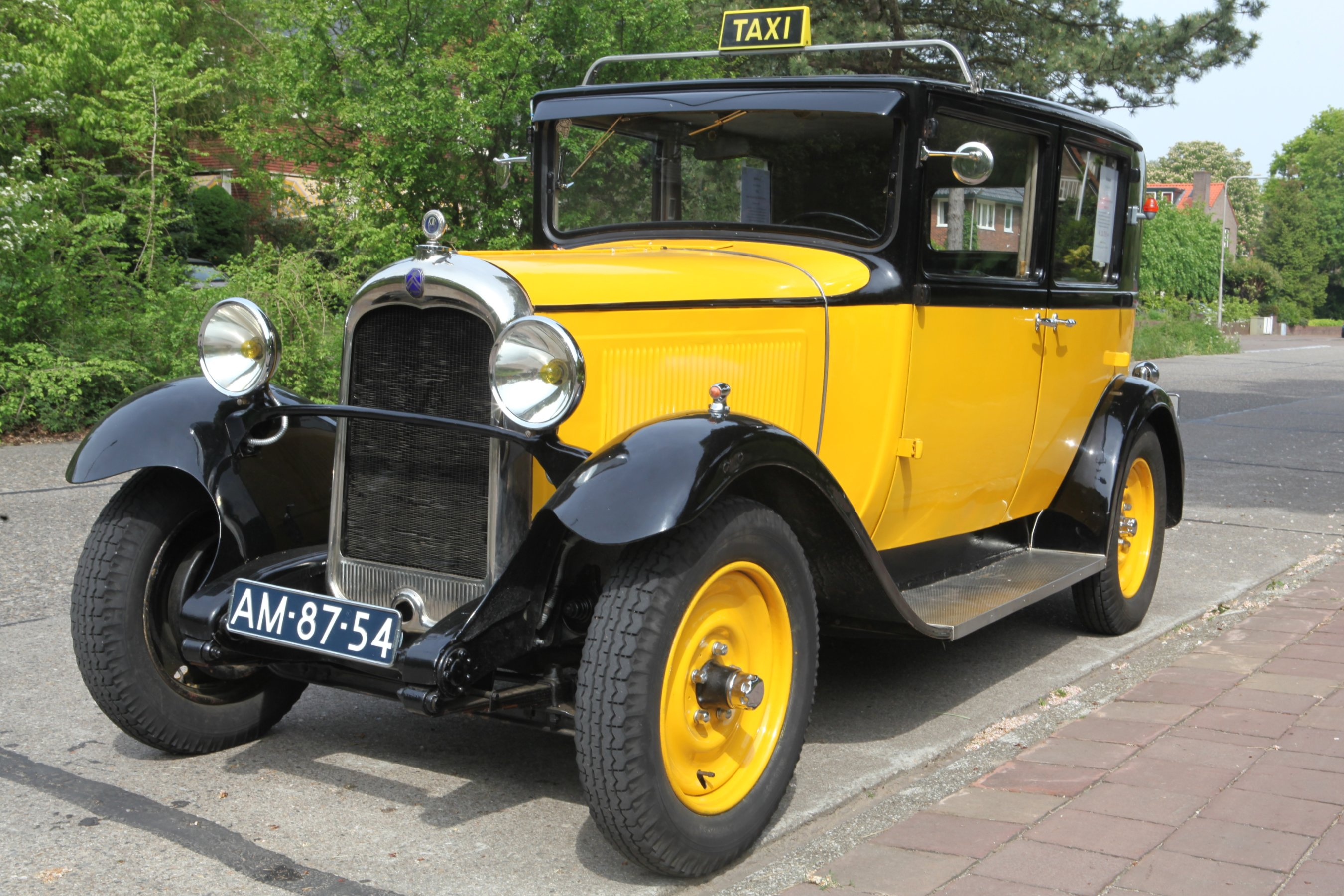
Modelo histórico de 1929

## Primera generación (2004-2010)

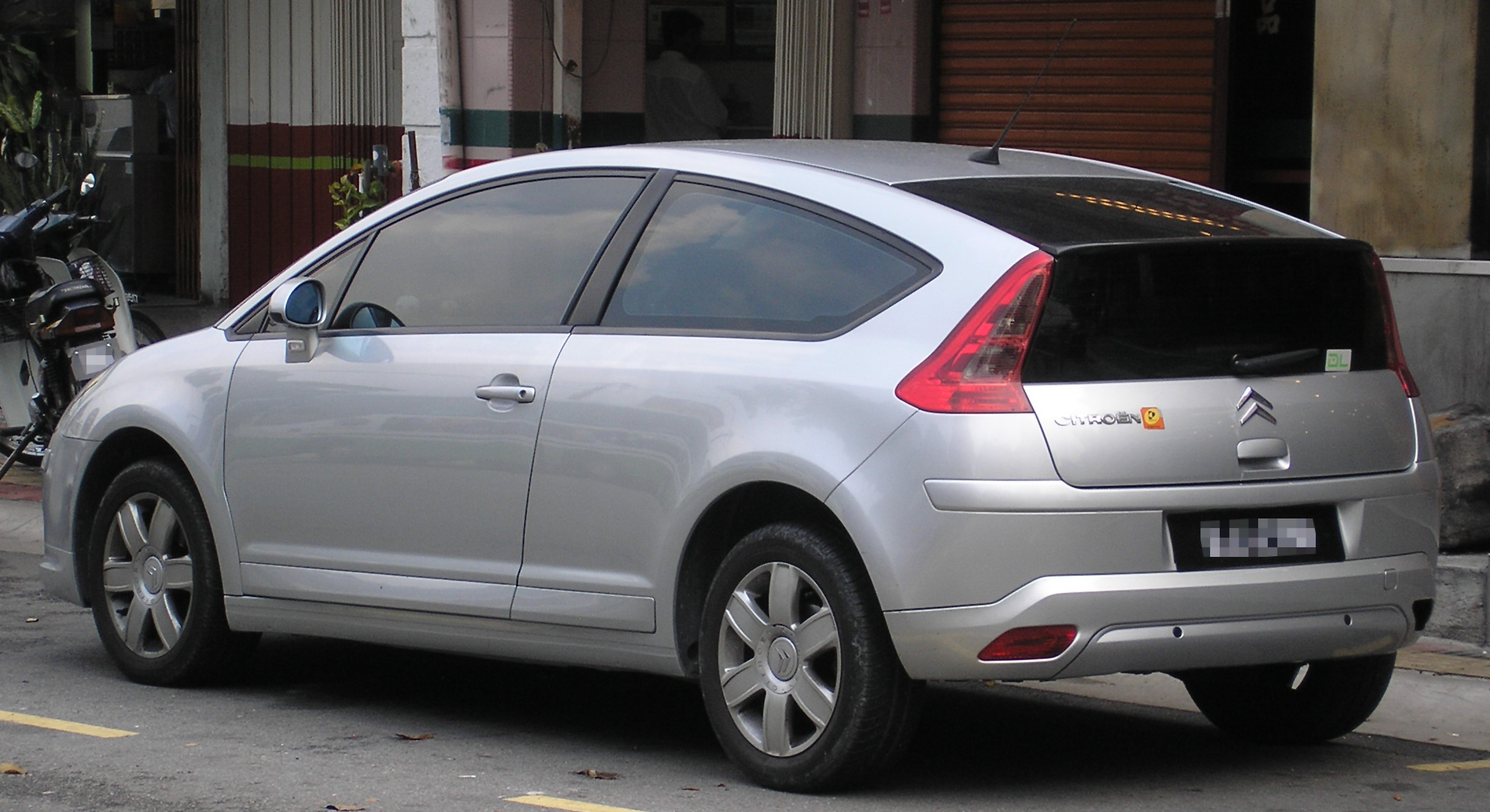
Vista trasera del coupé en Kuala Lumpur

El de primera generación se ofrece en cuatro carrocerías distintas: un hatchback de tres puertas, denominada comercialmente "C4 Coupé", un hatchback de cinco puertas, y dos variantes sedán de cuatro puertas, ambas desarrolladas en colaboración con el fabricante chino Dongfeng Motor Corporation. La primera es fabricada desde 2006 en China para el mercado interno ("C-Triomphe") y desde 2007 en Argentina para América del Sur y Europa ("C4 Pallas" o "C4 Sedán"). La segunda se llama "C-Quatre Sedan" y se comenzó a vender en 2009.

### Diseño y desarrollo
El proyecto C4 con código interno B5, surgió en 1998, cuando Marc Pinson, diseñador de Citroën, creó una maqueta de un prototipo llamado C4 Volcane. La presentación del prototipo estaba prevista para el Salón del Automóvil de Fráncfort de 1999, pero unos meses antes, en julio de 1999, la dirección decidió cancelar la presentación pública y utilizarlo como base para el vehículo que reemplazaría al Xsara.  El C4 Volcane se presentó al público por primera vez en 2009, en una reunión de vehículos de Citroën.
El C4 de producción fue diseñado por el equipo de diseño dirigido por Jean-Pierre Ploué. Se presentó oficialmente en julio de 2004, con dos carrocerías: un sedán de 5 puertas y un coupé de 3 puertas.

### Características principales

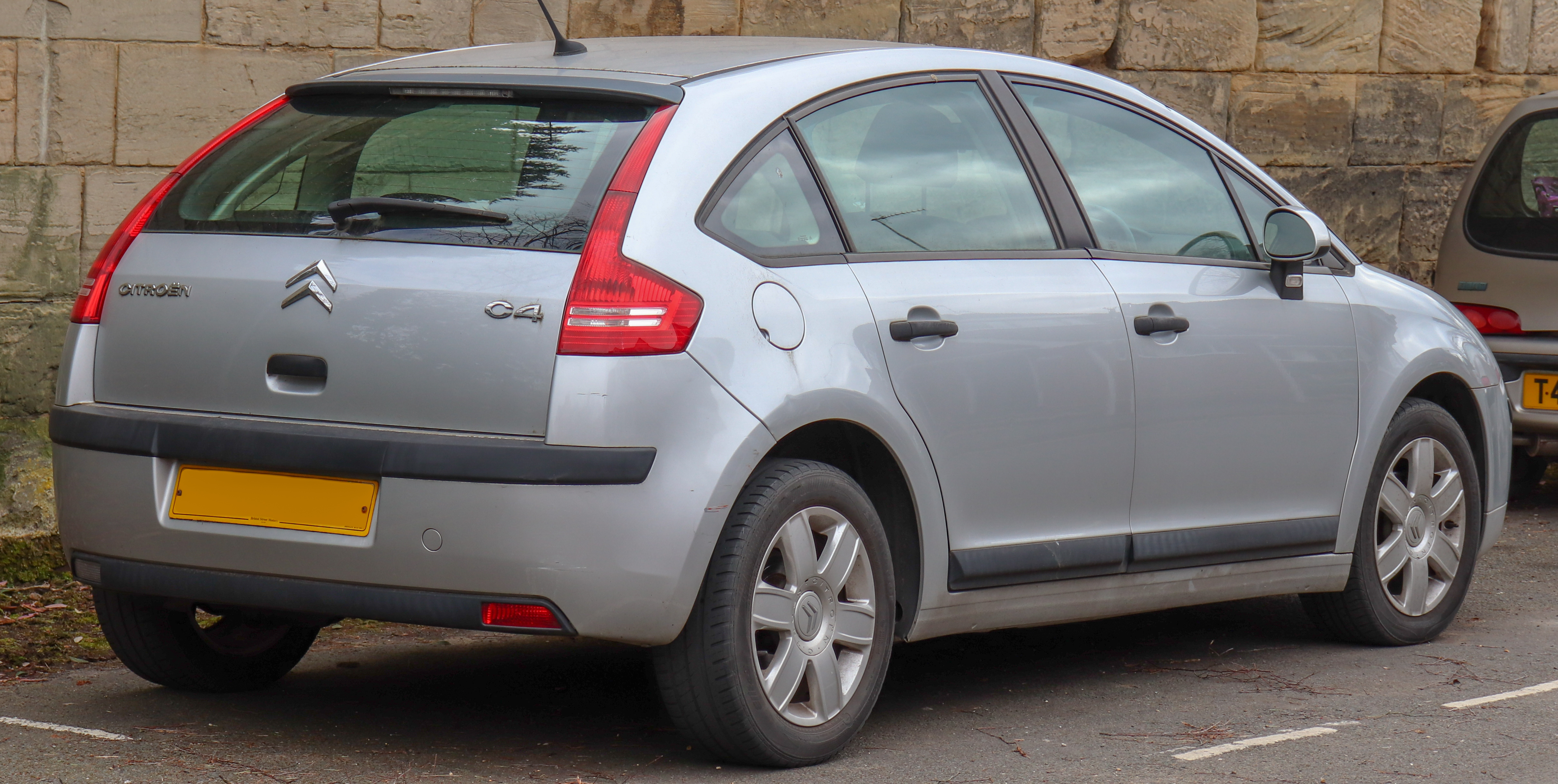
Vista trasera del SX 1.6 Phase I sedán de 2006

En comparación con los anteriores Citroën Xsara y ZX, se ha abandonado el eje trasero autodireccional, considerado demasiado dinámico.
Además de un perfil que optimiza el volumen, especialmente en la parte trasera, pero no en la cajuela, lo que permite al C4 alcanzar un coeficiente aerodinámico de 0,29 en la versión de 5 puertas, aparecen nuevas características, como su volante de cubo fijo. Gran parte de la información se muestra en el centro del panel de instrumentos, al más puro estilo de un monovolumen, lo que no resultará atractivo para los aficionados a los coupés (de 3 puertas); el tacómetro de cristal líquido puede recordar al Citroën BX DIGIT, pero Renault ha hecho un uso mucho mayor de esta técnica. El cuentarrevoluciones digital, situado en línea con el conductor, se ilumina en rojo al acercarse al régimen máximo.
La transmisión automática de 6 velocidades estuvo disponible inicialmente solo en las versiones de gasolina, con el motor 1.6 litros VTI de 120 CV en las versiones de 3 y 5 puertas, y el motor 1.6 THP de 140/150 CV en la versión de 5 puertas. También estuvo disponible en las versiones diésel HDi en 2006. El C4 1.6 HDi 110 incorporó una nueva caja de cambios automática, denominada BMP6 (caja de cambios manual de 6 velocidades). Esta contaba con un modo "sport", que permitía cambiar a una marcha superior en 0,4 segundos, en comparación con los 0,8 segundos habituales. Esta caja de cambios era más eficiente que la "Sensodrive" de los C2 y C3, pero menos suave que la DSG de Volkswagen, que contaba con dos embragues (en comparación con uno solo en este caso).  El consumo mínimo combinado de combustible fue de 4,4 l/100 km.
El C4 se fabrica en la planta de PSA en Mulhouse. Entre noviembre de 2004 y julio de 2008 se vendieron 900.000 C4; la producción total alcanzará los 2.300.000 cuando el C4 I deje de fabricarse en 2010.

### Debut
Para adaptarse al mercado, Citroën se dedicó y comprometió a crear un nuevo modelo que atrajera a numerosos clientes. En el Salón del Automóvil de Ginebra de 2004, un prototipo del coupé con carrocería definitiva de la línea Citroën reveló la disposición de la compañía francesa a utilizarlo en competición. El coche se presentó finalmente en el Salón del Automóvil de París 2004, tras su lanzamiento oficial al mercado el 2 de septiembre de 2004. Sin embargo, esa versión era un coupé hatchback o de cinco puertas más doméstico.

### Diseño
Fue diseñado por un equipo que incluía a Donato Coco, Jean-Pierre Ploué y Bertrand Rapatel. Basándose en la base de su primo, el Peugeot 307, el C4 se lanzó inmediatamente en dos versiones: hatchback de cinco puertas y coupé de tres puertas. El frontal es común a ambas versiones, con la parrilla formada por extensiones virtuales de la cresta central. El sedán es mucho más redondeada y presenta formas más suaves, lo que le permite alcanzar un coeficiente aerodinámico de tan solo 0,28, mientras que el coupé es más anguloso, con la parte trasera dividida en dos partes, incluyendo los faros.
La luneta trasera del coupé recuerda al antiguo Honda CR-X de principios de los 90, así como al último Mazda 323C de tres puertas. Estas dos versiones del C4 Picasso son más discretas, adoptando la parrilla del sedán y el coupé, pero el diseño de los faros es diferente, combinando estéticamente ángulos y curvas. Los pilotos traseros conservan el diseño de los del sedán, pero se adaptaron a la forma de la carrocería. En el interior, el tablero cuenta con un panel de instrumentos central que centraliza todos los controles de calefacción y refrigeración, el sistema de audio y una pantalla de navegación por satélite. El panel de instrumentos contiene pantallas digitales y analógicas del velocímetro, el nivel de gasolina y otros indicadores. La iluminación se puede personalizar para cambiar de color de blanco a azul.
La revolución, sin embargo, se sitúa en la posición canónica, tras el volante. Este último es multifuncional y se caracteriza por tener un eje fijo. La cabina está equipada con numerosos compartimentos portaobjetos y la cajuela, de líneas regulares, tiene una capacidad de 352 litros, que aumenta hasta los 1200 litros al abatir el respaldo del asiento trasero. El umbral de carga es bastante alto, lo que permite transportar una gran cantidad de objetos pesados. Cuenta con ventanillas laterales y retrovisores exteriores laminados, con una carcasa especialmente diseñada para reducir el ruido del viento y mejorar el confort interior.
La versión sedán se fabrica en Argentina, donde se vende junto con la versión de cinco puertas y la versión importada de tres puertas. El sedán se exporta desde allí a Brasil y Hungría como C4 Pallas y a España, Turquía y Grecia como C4 Sedán. También se fabrica y vende en China una versión sedán de cuatro puertas más larga, con una parte trasera diferente, como Citroën C-Triomphe. En algunos mercados, como Irlanda, está disponible una furgoneta basada en la carrocería coupé.

### Tecnología
Una de las principales ventajas del C4 fue su amplio uso de tecnología. Por ejemplo, el coche incorpora el sistema de alerta de cambio de carril (solo en el modelo "exclusivo" de gama alta), que avisa al conductor si cruza una línea demarcada sin usar los intermitentes; faros direccionales; dispensador de perfume integrado en el sistema de ventilación; tablero translúcido; techo de cristal transparente; programa electrónico de estabilidad (ESP) y un volante de cubo fijo, que permite al conductor controlar diversas funciones del coche sin soltar el volante.
El cubo fijo también permite la primera producción de un airbag de conductor "moldeado". Gracias a que el cubo mantiene una posición constante, el airbag puede moldearse de forma óptima para distribuir la carga sobre la mayor superficie posible del cuerpo del conductor en caso de colisión, reduciendo así el riesgo de lesiones graves. Además, el coche incorpora una innovadora pantalla LCD translúcida para el velocímetro, montada en el centro, que permanece claramente visible en cualquier condición de iluminación.
El sistema de entretenimiento a bordo, integrado en el sistema de información del vehículo a través del bus VAN, no es compatible con la transmisión de audio digital (DAB). La reproducción de MP3 es compatible con el sistema de audio básico y el audio de alta gama, con ventanas insonorizadas de doble capa y sistema de navegación integrado disponibles como extras. En septiembre de 2007, se lanzó un accesorio USB para permitir la conectividad total del iPod con la radio RD4 de serie.
El C4 no incorpora la suspensión Hydractive de Citroën, reservada para modelos de gama alta, como el C5 y el C6. La versión Picasso puede incorporar una suspensión trasera neumática. El C4 rompe con el pasado en otros aspectos, en particular al eliminar la suspensión trasera autodireccional, utilizada hasta entonces en el Xsara y el ZX. La suspensión delantera es la habitual de tipo MacPherson con muelles helicoidales, mientras que la trasera cuenta con ruedas interconectadas con barra de torsión delantero y trasero. El sistema de frenos incluye discos ventilados delante y discos sólidos detrás con ABS y control de estabilidad (ESP), no disponible en las versiones de serie con equipamiento básico. La dirección es de piñón y cremallera con servodirección electrohidráulica.

### Rediseño de 2008
En el Salón Internacional del Automóvil de Moscú de 2008, Citroën presentó un Citroën C4 renovado. Tanto el hatchback como el coupé se sometieron a una ligera renovación estética que afectó al frontal, que ahora lucía una "boca" y una forma trapezoidal más grande. La parrilla se rediseñó, haciéndola ligeramente curvada. También se introdujeron pequeñas mejoras en la parte trasera. El rediseño condujo a un ligero alargamiento de la carrocería y dio lugar a nuevas novedades: en el apartado mecánico, se presentó el motor 1.6 Prince, con distribución variable y aspiración variable, turboalimentado e inyección directa, ya instalado en los Peugeot 207 y 308, así como en el Mini. Se mejoró el confort de marcha y el sedán, más simplificada, y el coupé se ofrecieron al mismo precio. Además, las versiones diésel estaban disponibles con el paquete Airdream, que permitía una ligera reducción de emisiones y consumo.
El exterior se moderniza con un nueva defensa (que alarga el vehículo 15 mm) con una única entrada de aire, un capó redondeado y chevrones recortados. Un nuevo acabado transparente se incorpora a las luces traseras del coupé. También están disponibles tres nuevas ruedas de aluminio de 16 y 17 pulgadas.
El interior, por su parte, presenta nuevas molduras, el granulado de varias piezas y la reubicación del tacómetro en el tablero central. La oferta telemática y de audio se mejora con la introducción de "MyWay" (sistema de navegación), que ahora se conecta con Bluetooth. Ante la creciente popularidad de los reproductores de música portátiles, el nuevo C4 se beneficia de la USB BOX, que permite conectar varios reproductores mediante una entrada USB.

El C4 amplía su oferta de motores de gasolina con los nuevos VTi 95 y 120 y THP 150, desarrollados en colaboración con BMW, que son más eficientes, económicos y ecológicos. En cuanto a la versión diésel HDi de 2 litros, se introduce la futura norma Euro 5. El C4 ahora utiliza neumáticos de muy baja resistencia a la rodadura.

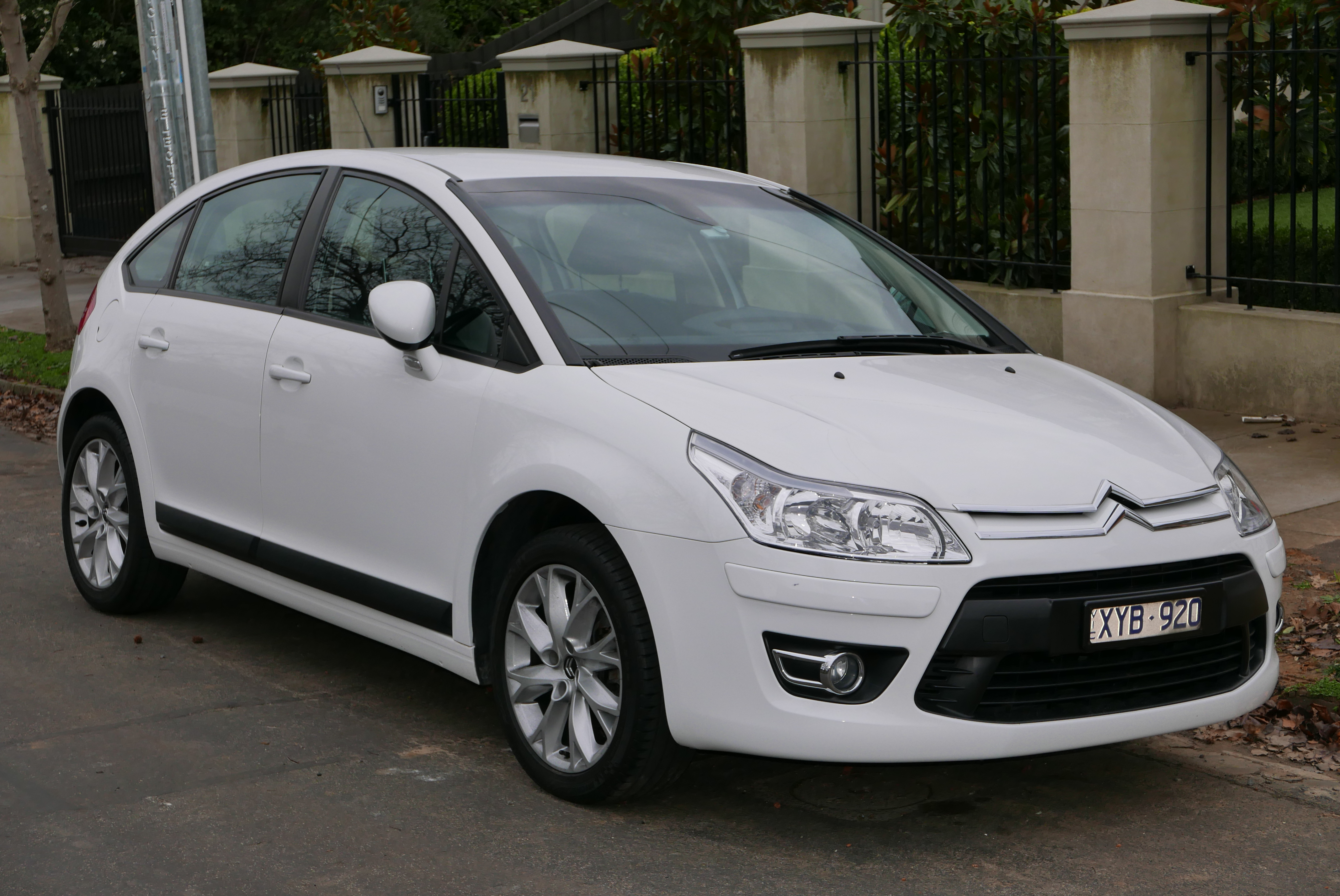
Hatch (rediseñado)
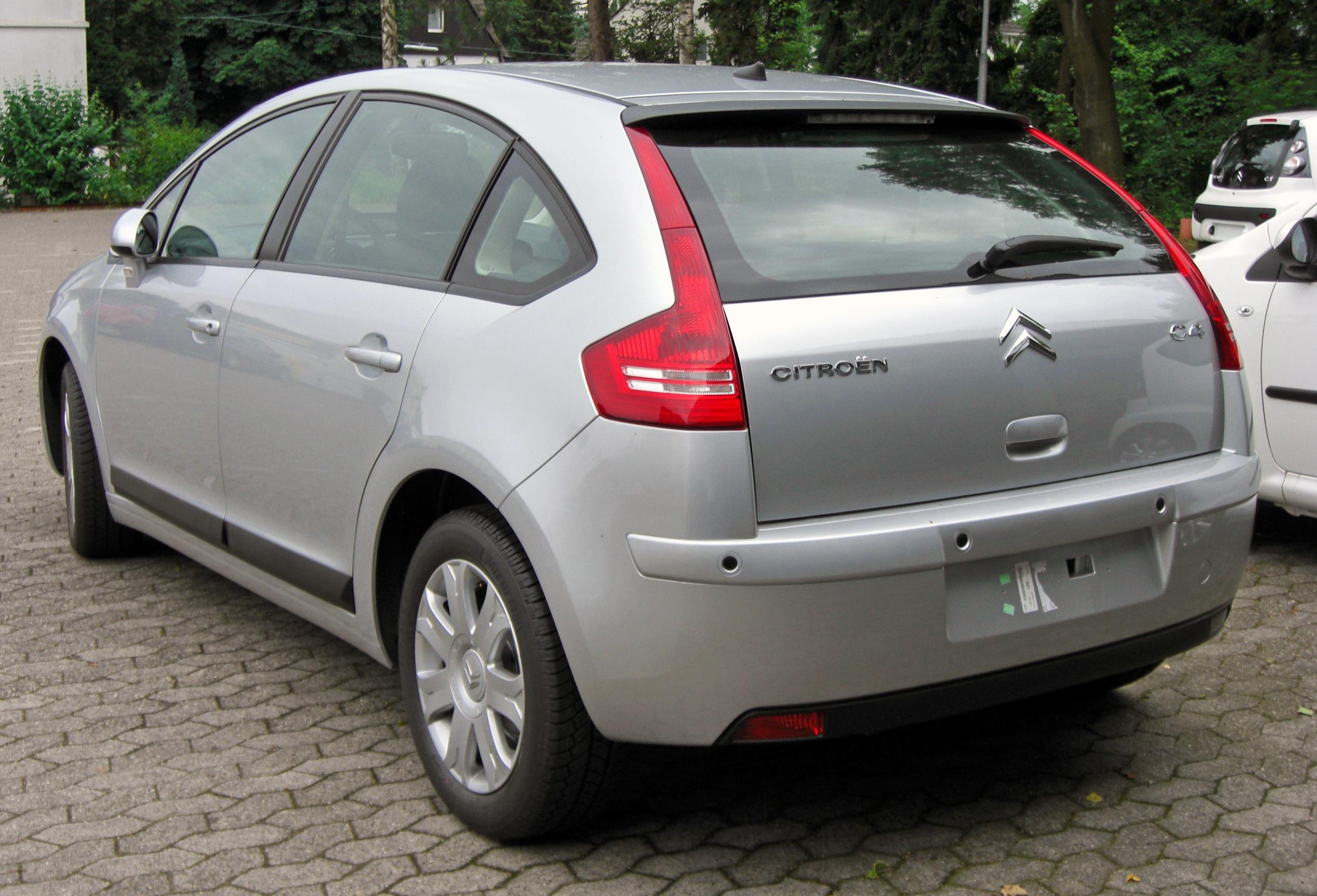
Hatch (rediseñado)
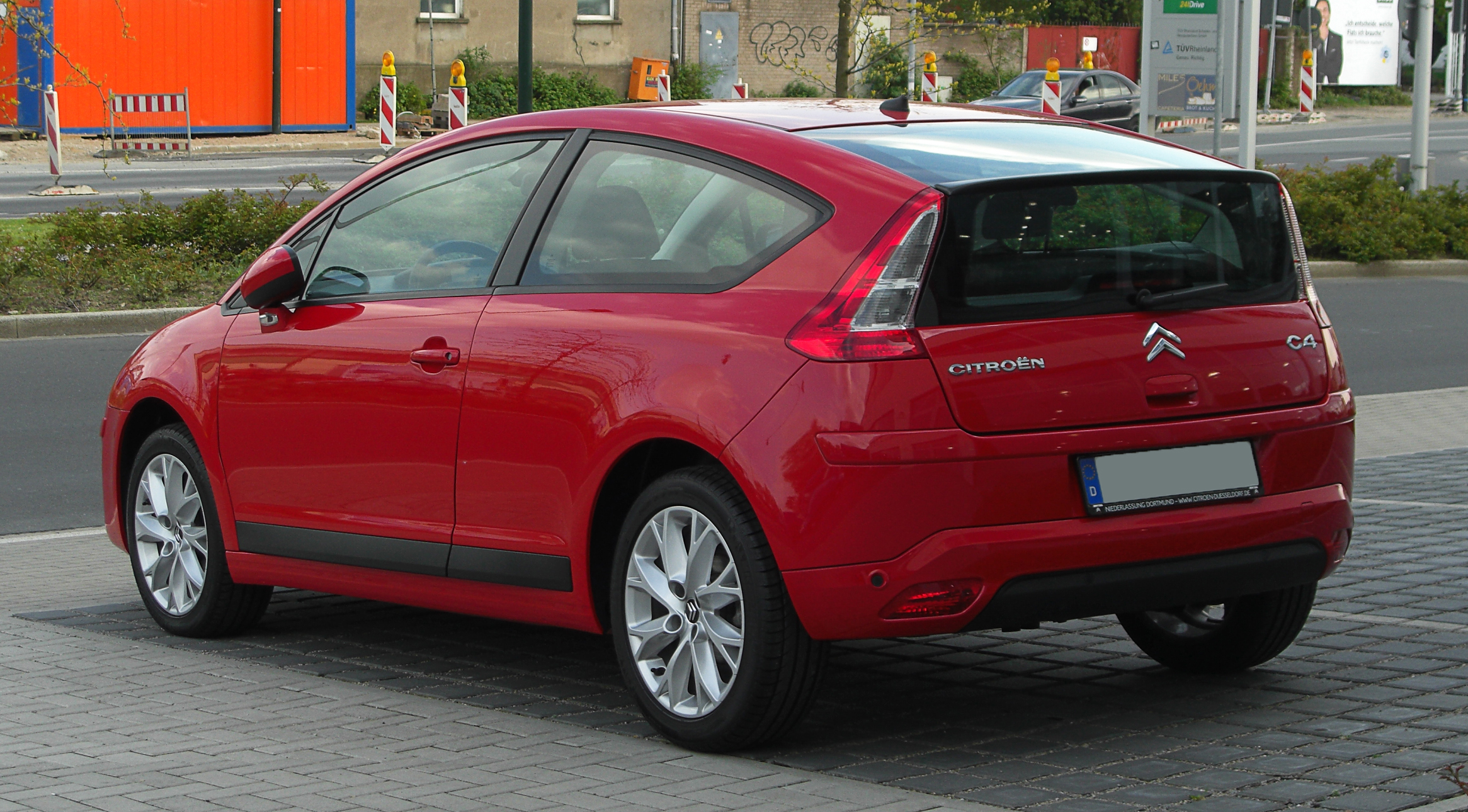
Coupe (rediseñado)

### C-Triomphe / C4 Pallas / C4 Sedan
La versión sedán se presentó como Citroën C-Triomphe, un sedán mediano producido a partir de abril de 2006 para el mercado chino por Dongfeng Peugeot-Citroën Automobile, una empresa conjunta entre el Groupe PSA y el fabricante chino Dongfeng Motor Corporation.
Esta nueva gama de modelos se diseñó para complementar otros modelos chinos, como el Fukang y el Elysée, en lugar de ser un reemplazo directo.
En abril de 2007, Citroën anunció que el C4 de cuatro puertas se fabricaría en Argentina. Las versiones argentina y brasileña se venden como C4 Pallas y C4 Sedán en algunos mercados sudamericanos y europeos.

El coche es una versión sedán de tres volúmenes del modelo europeo C4, ya que el mercado chino prefiere los sedán tradicionales de tres volúmenes a los hatchbacks. Sin embargo, no mantuvo la designación porque en chino, el número "4" da mala suerte. El sedán es mucho más grande que el hatchback: su longitud es de 4770 mm (187,8 plg) frente a los 4260 mm (167,7 plg) del hatchback y su distancia entre ejes mide 2710 mm (106,7 plg) frente a los 2610 mm (102,8 plg) del hatchback. Esto provocó que el C-Triomphe sedán se clasificara en la clase de coche familiar grande. El C-Triomphe tiene una serie de características únicas, como un ambientador integrado, que permite al conductor elegir el aroma del interior.

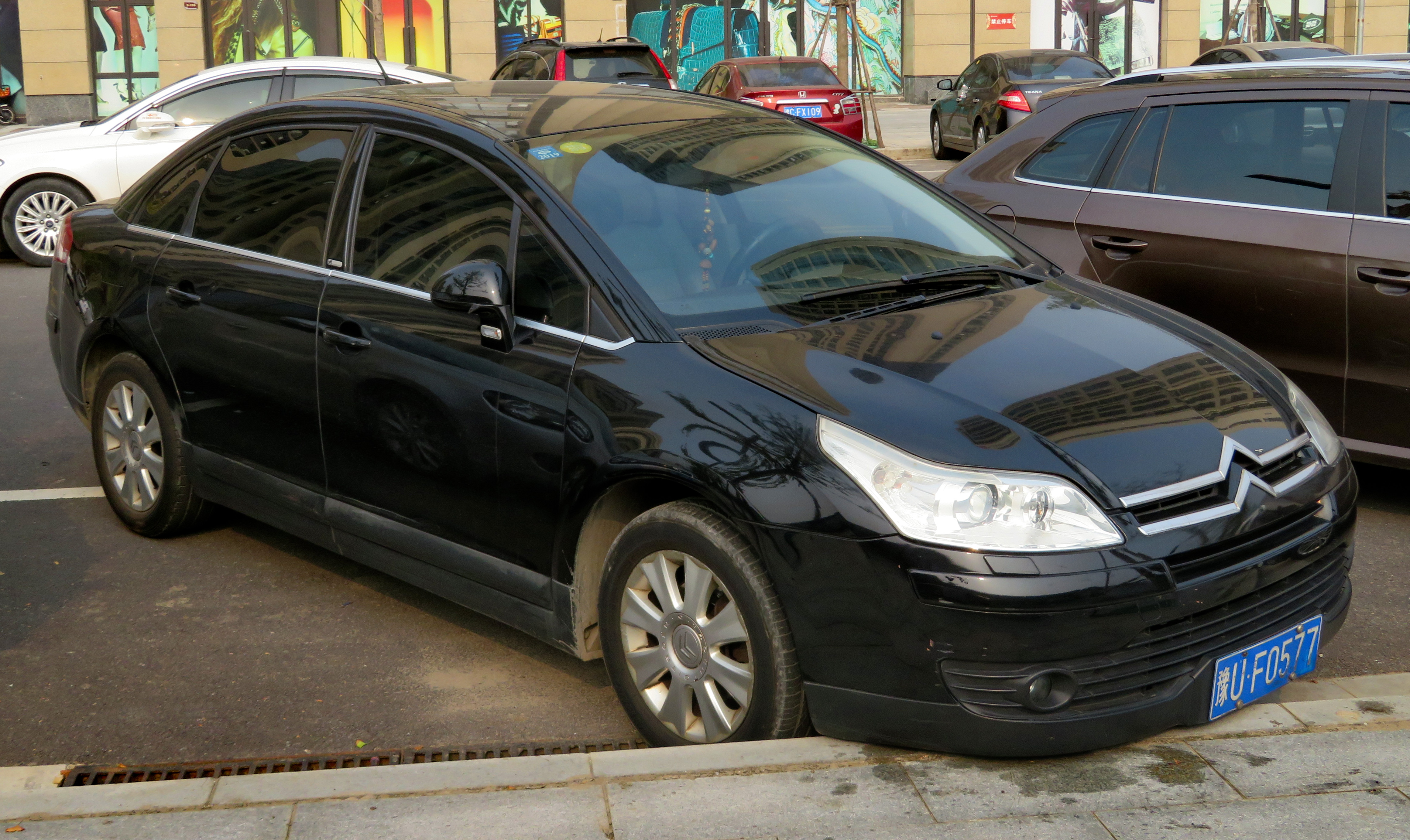
Citroën C-Triomphe
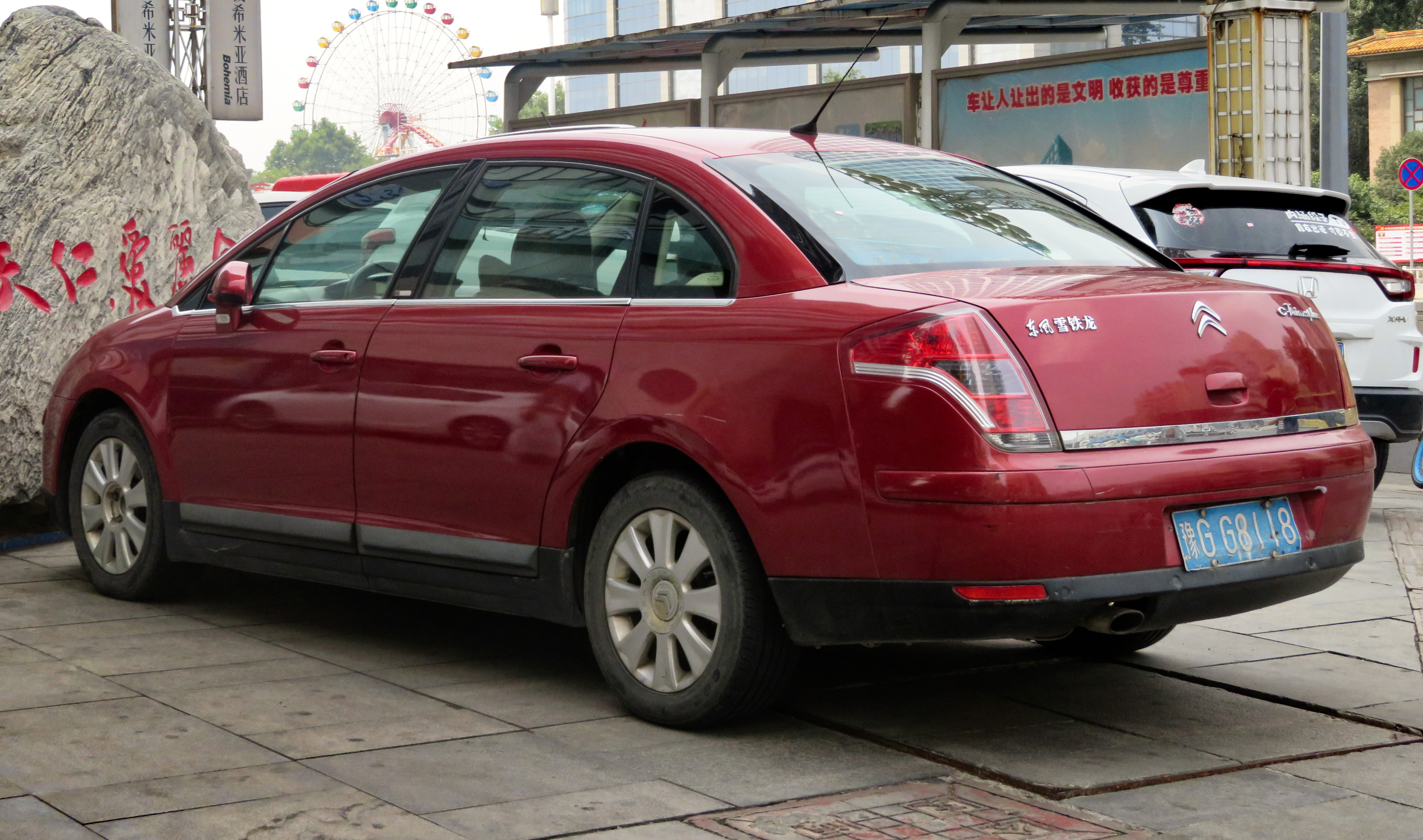
Citroën C-Triomphe
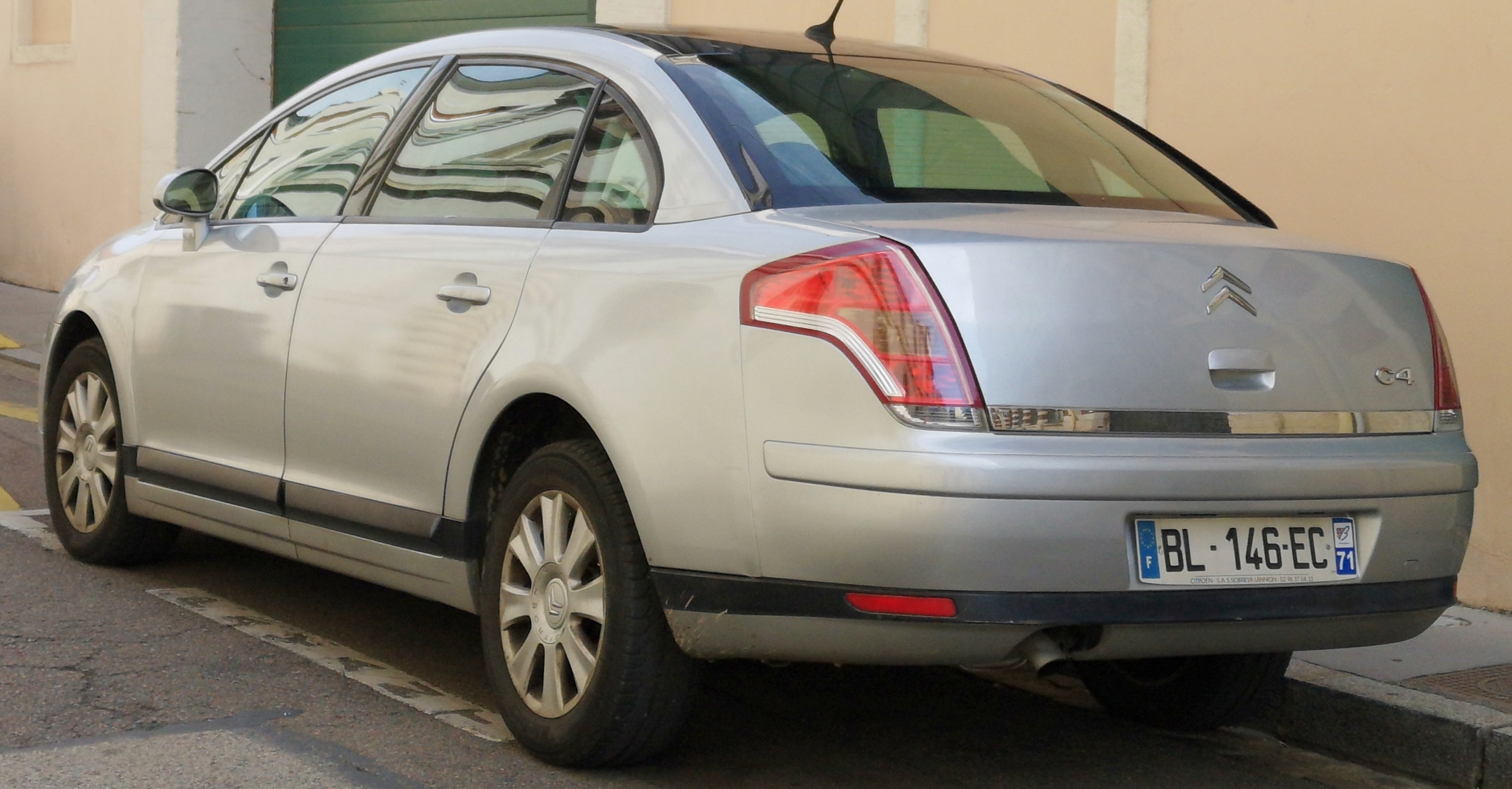
Citroën C4 Sedan

### C-Quatre
En 2009, en China, el C-Triomphe fue acompañado por el Citroën C-Quatre, una versión sedán del C4 más pequeña (longitud de 4588 mm (180,6 plg), distancia entre ejes 2608 mm (102,7 plg)), más barata y con un estilo más moderno. También se fabricó y vendió localmente un C-Quatre con portón trasero. A finales de 2011, el portón trasero recibió una variante de aspecto todoterreno llamada C4 Cross. En 2012, Citroën presentó una nueva versión renovada de toda la gama C-Quatre en el Salón del Automóvil de Shanghái.

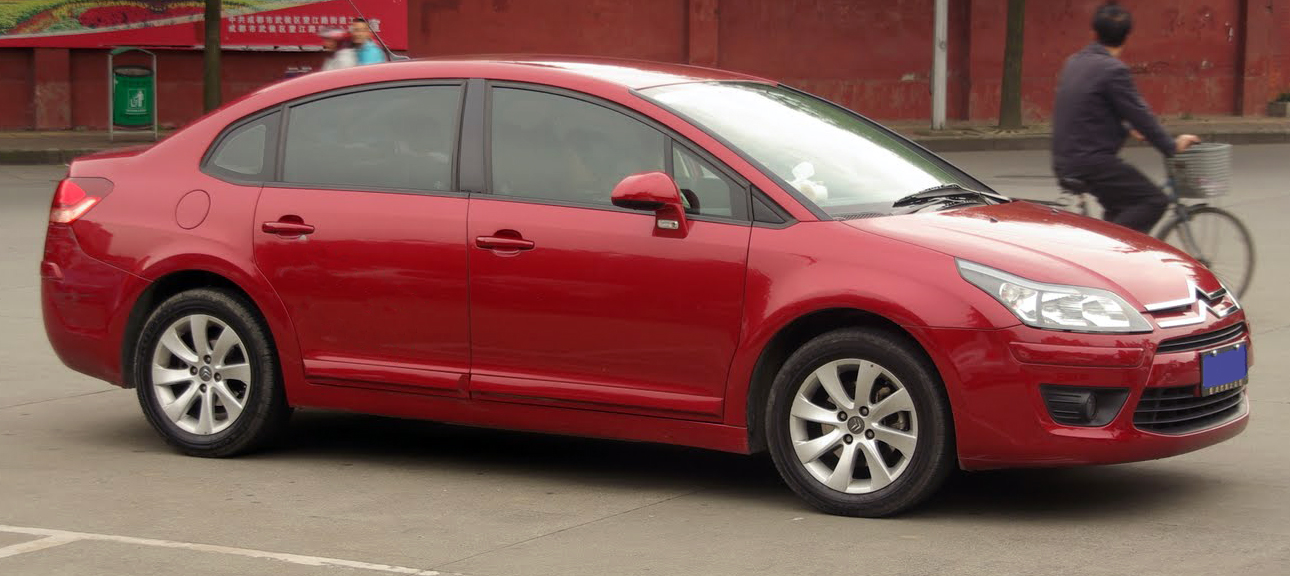
Citroën C-Quatre sedán (pre-restyling)
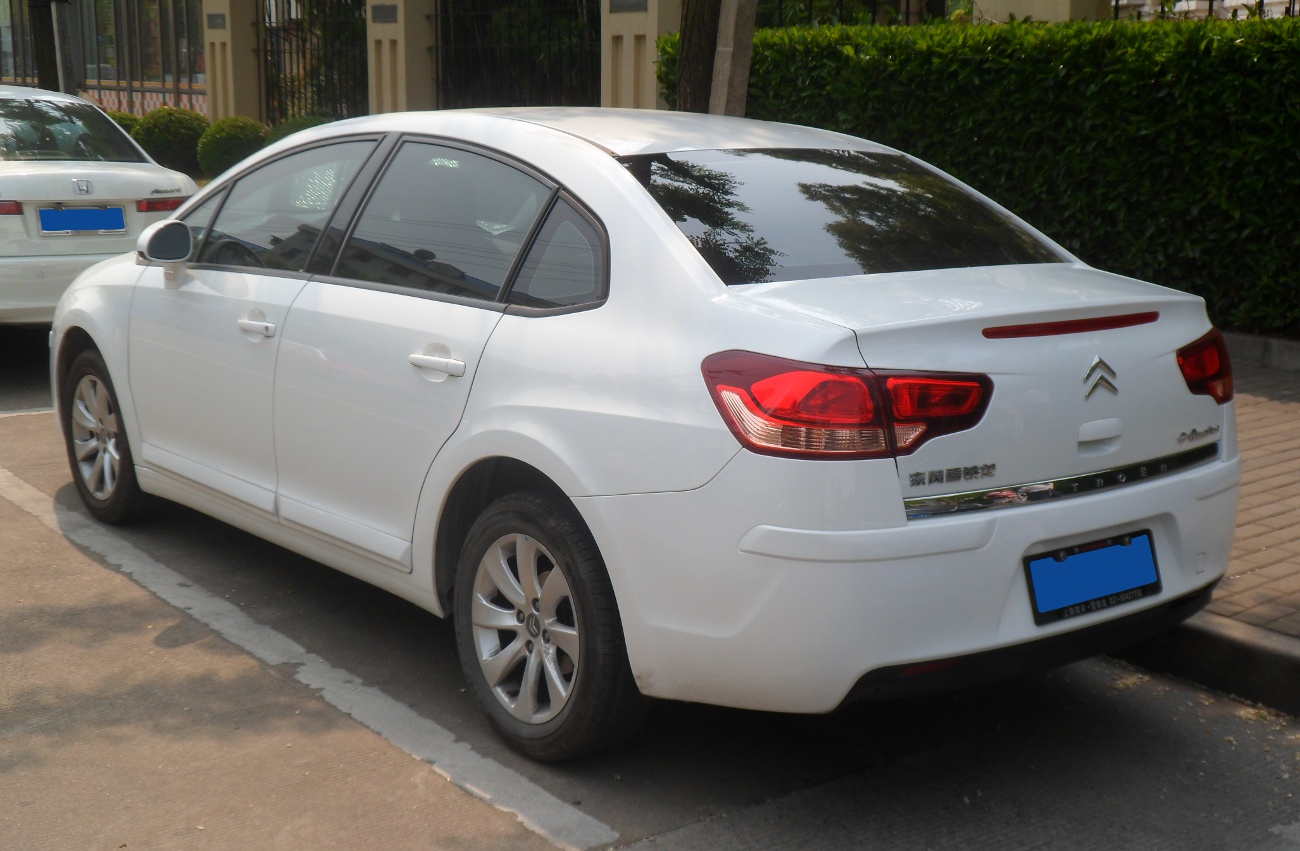
Citroën C-Quatre sedán (pre-restyling)
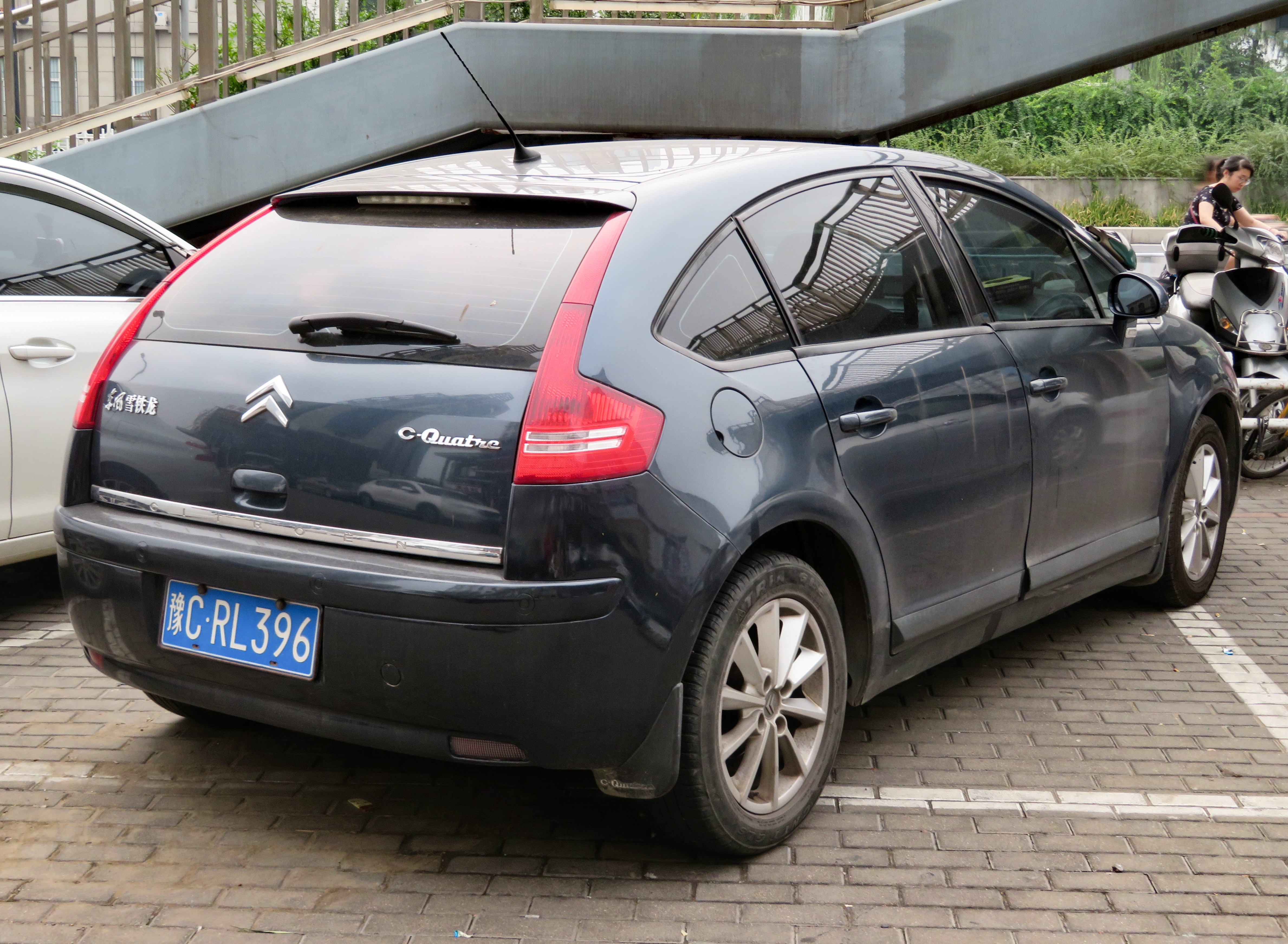
Citroën C-Quatre hatchback (pre-restyling)
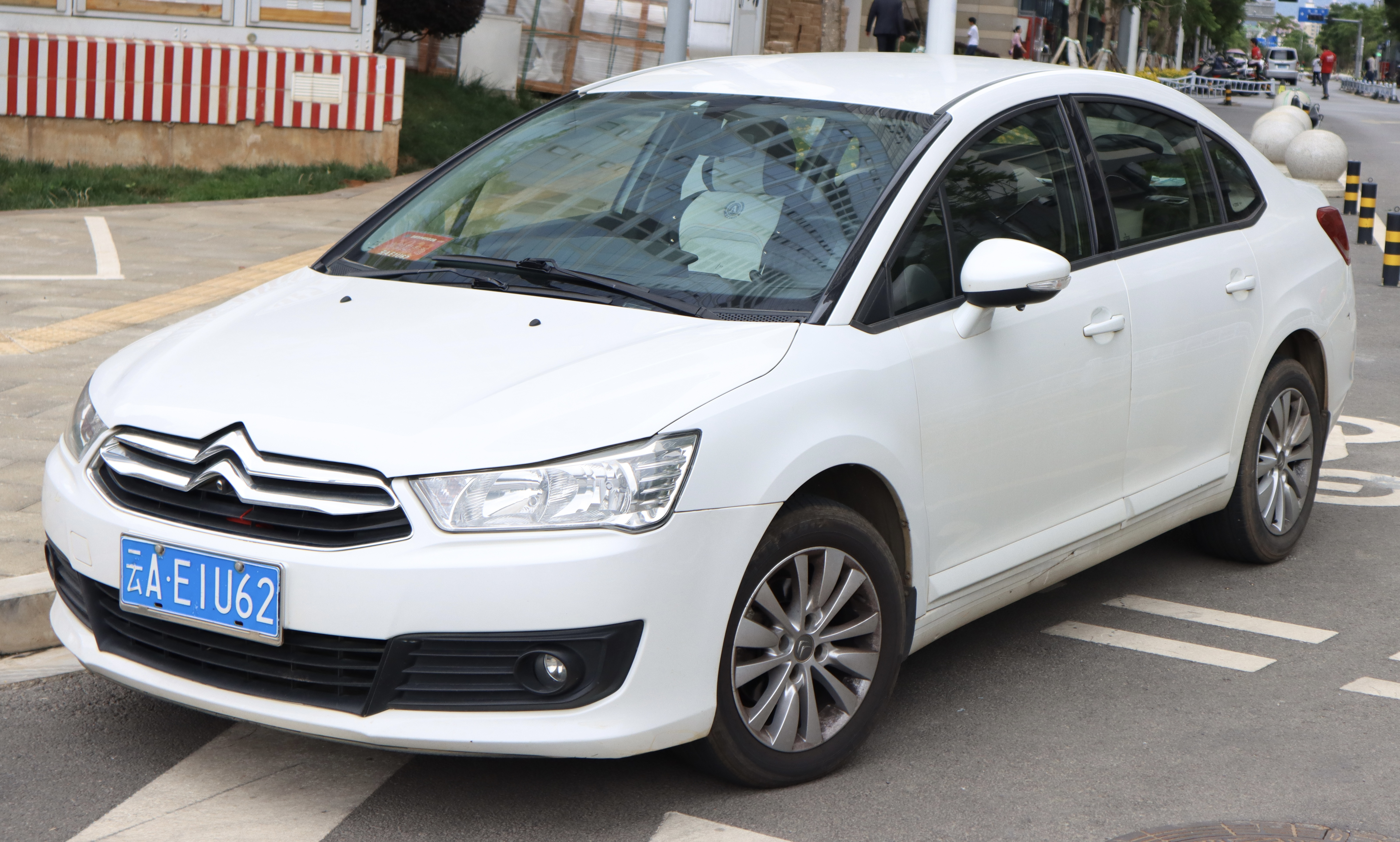
Citroën C-Quatre sedán (restyling)
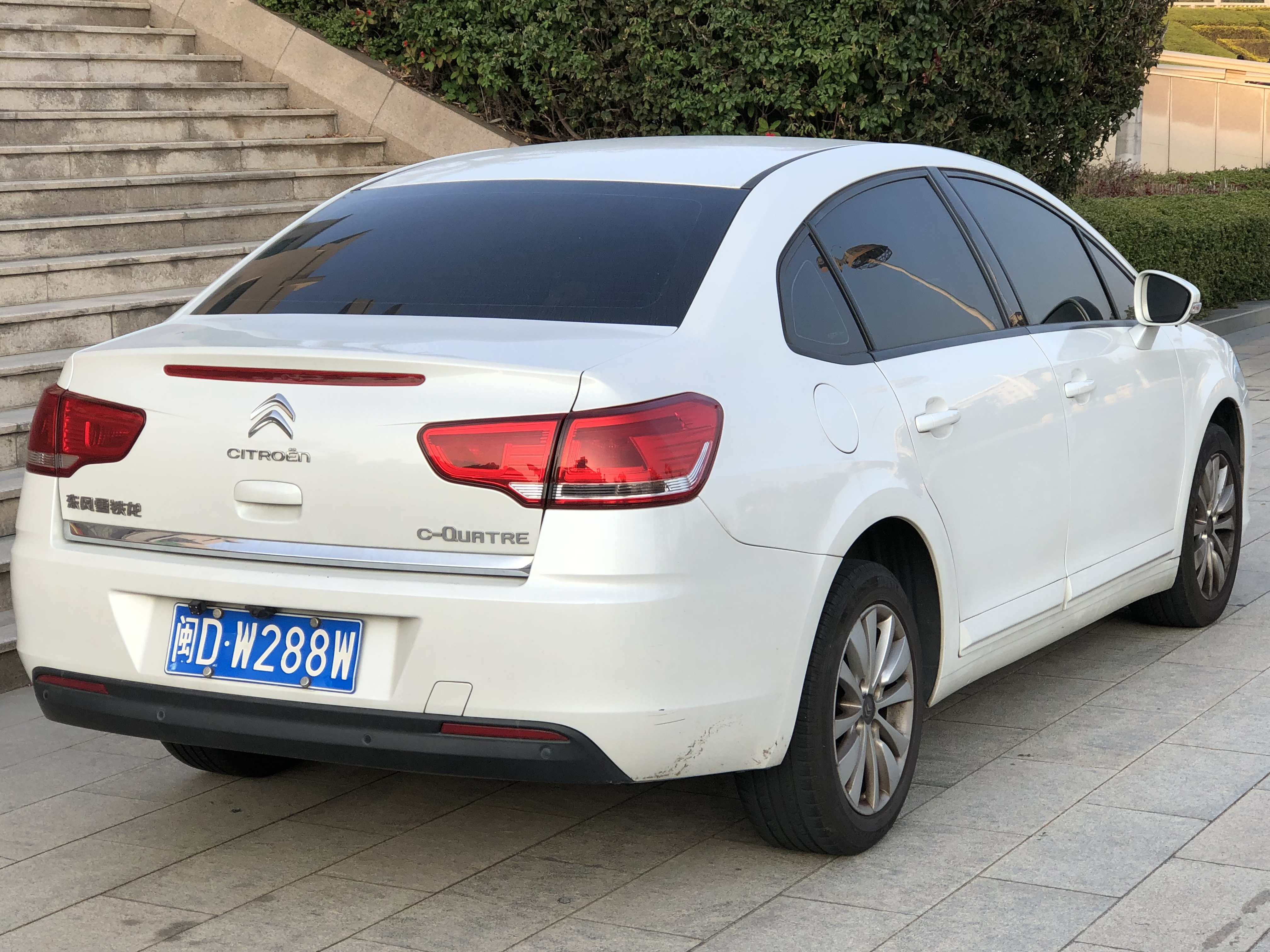
Citroën C-Quatre sedán restyling
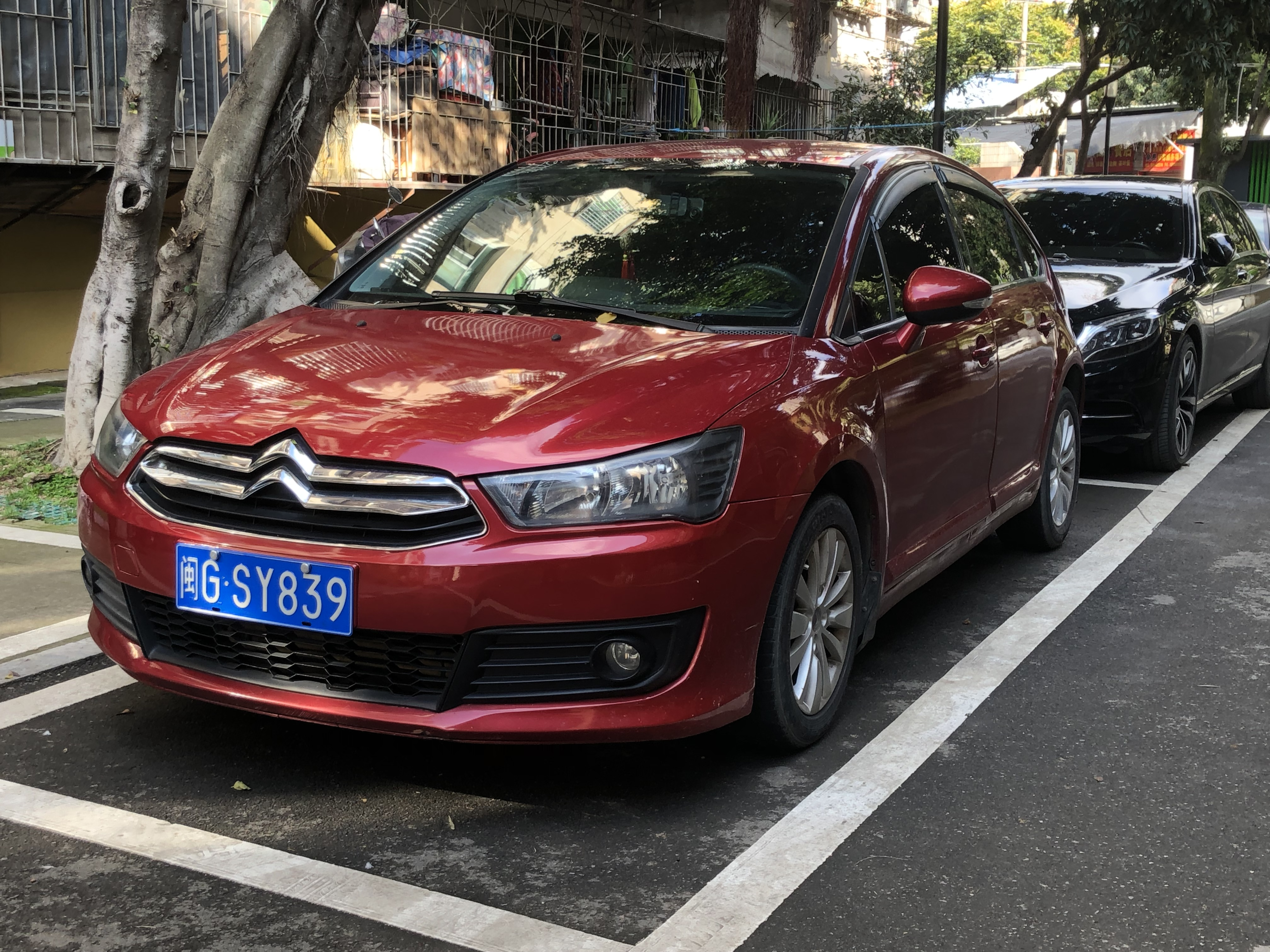
Citroën C-Quatre (rediseñado)
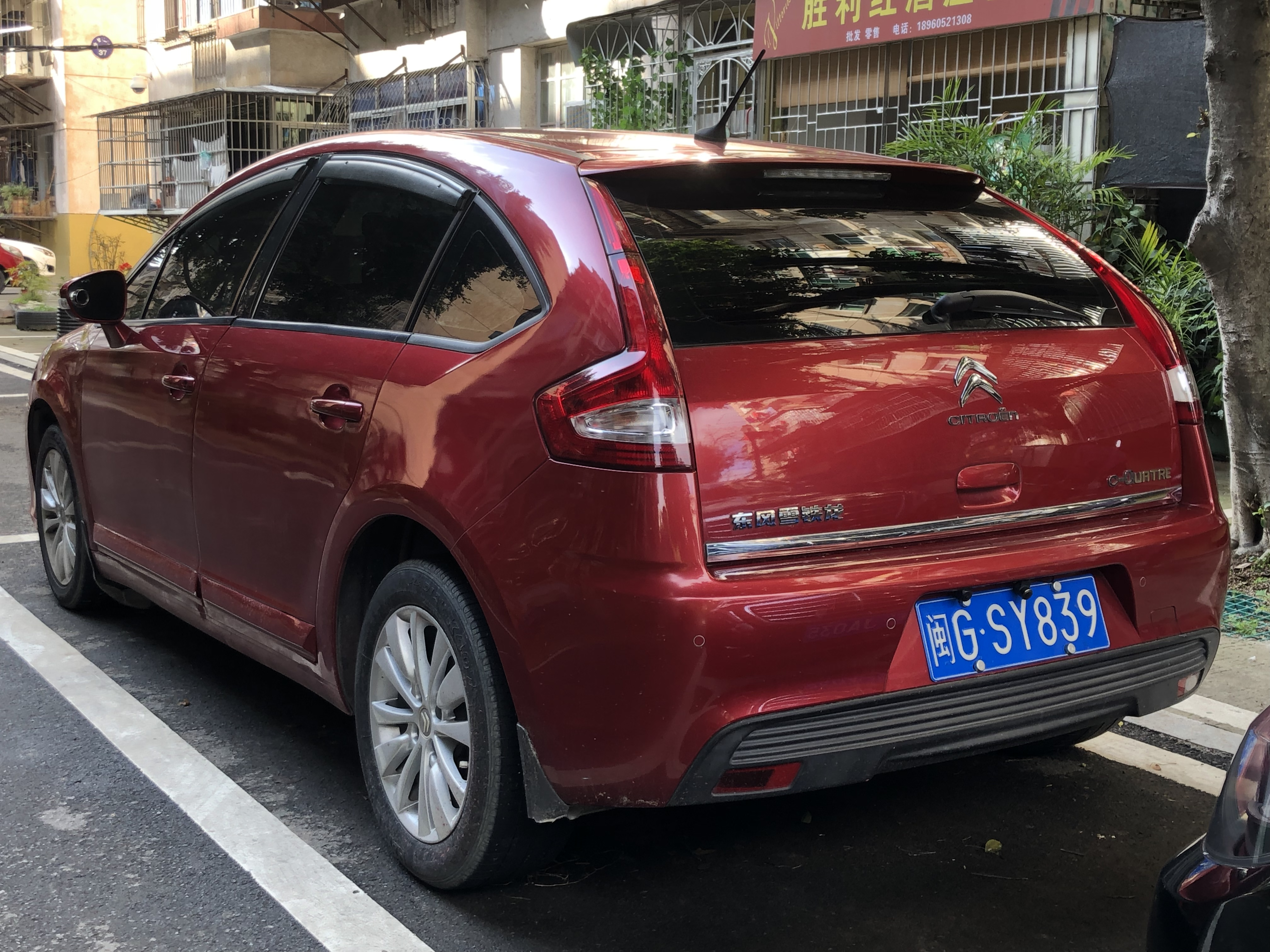
Citroën C-Quatre (rediseñado)
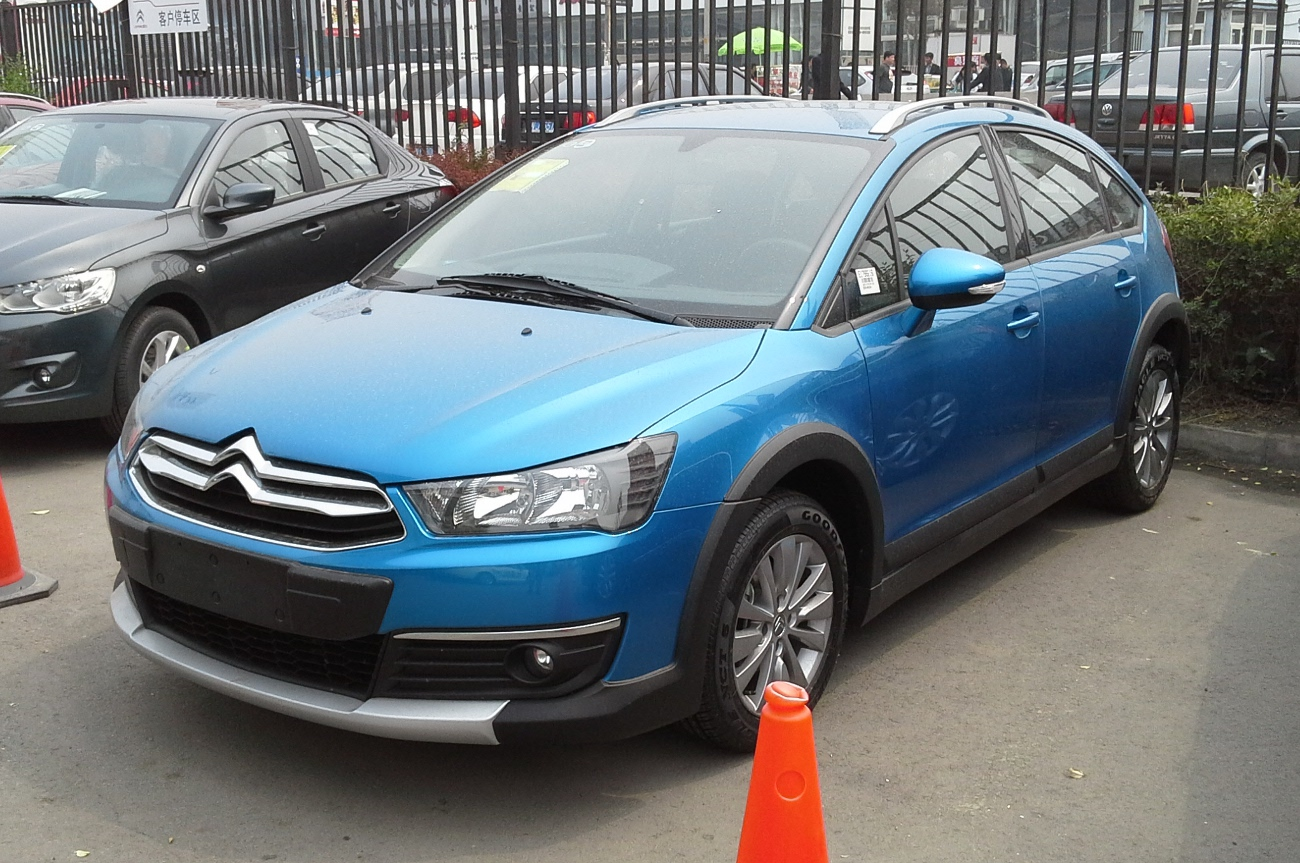
Citroën C-Quatre Cross (rediseñado)

### C4 sedán (BZ3; 2015)
En China, una versión sedán, llamada simplemente Citroën C4 (o por su nombre completo, Dongfeng Citroën C4 Sega, a veces transcrito como C4 Shijia), estuvo disponible de 2015 a 2019. El Citroën C4 se basaba en el Citroën C-Quatre original (al que reemplazó rápidamente), con las mismas plataformas y la misma distancia entre ejes, y ambos modelos compartían el motor base de 1.6 litros. A diferencia del C-Quatre, el C4 fue un fracaso en China, con 102,597 vehículos fabricados a lo largo de toda su trayectoria. Solo en 2012, se vendieron más C-Quatre de 4 puertas.
Presentado en el Salón del automóvil de Chengdu de 2015, este sedán de tres volúmenes es una importante renovación del sedán C-Quatre. Su nombre oficial es Citroën C4 (o por su nombre completo, Dongfeng Citroën C4 Sega, a veces transcrito como C4 Shijia). Su código de proyecto interno es BZ3.
Situado en la gama china entre el C-Elysée y el C4L, El sedán ofrece dos motores de gasolina, el 1.2 PureTech de tres cilindros turbo de 130 CV y el antiguo 1.6 atmosférico de 117 CV.

Se fabricaron 102.597 unidades a lo largo de la carrera del vehículo, de 2015 a 2019. Esta cifra está muy por debajo del rendimiento de ventas de su predecesor, el C-Quatre de 4 puertas, que alcanzó un mayor volumen de ventas solo en 2012.

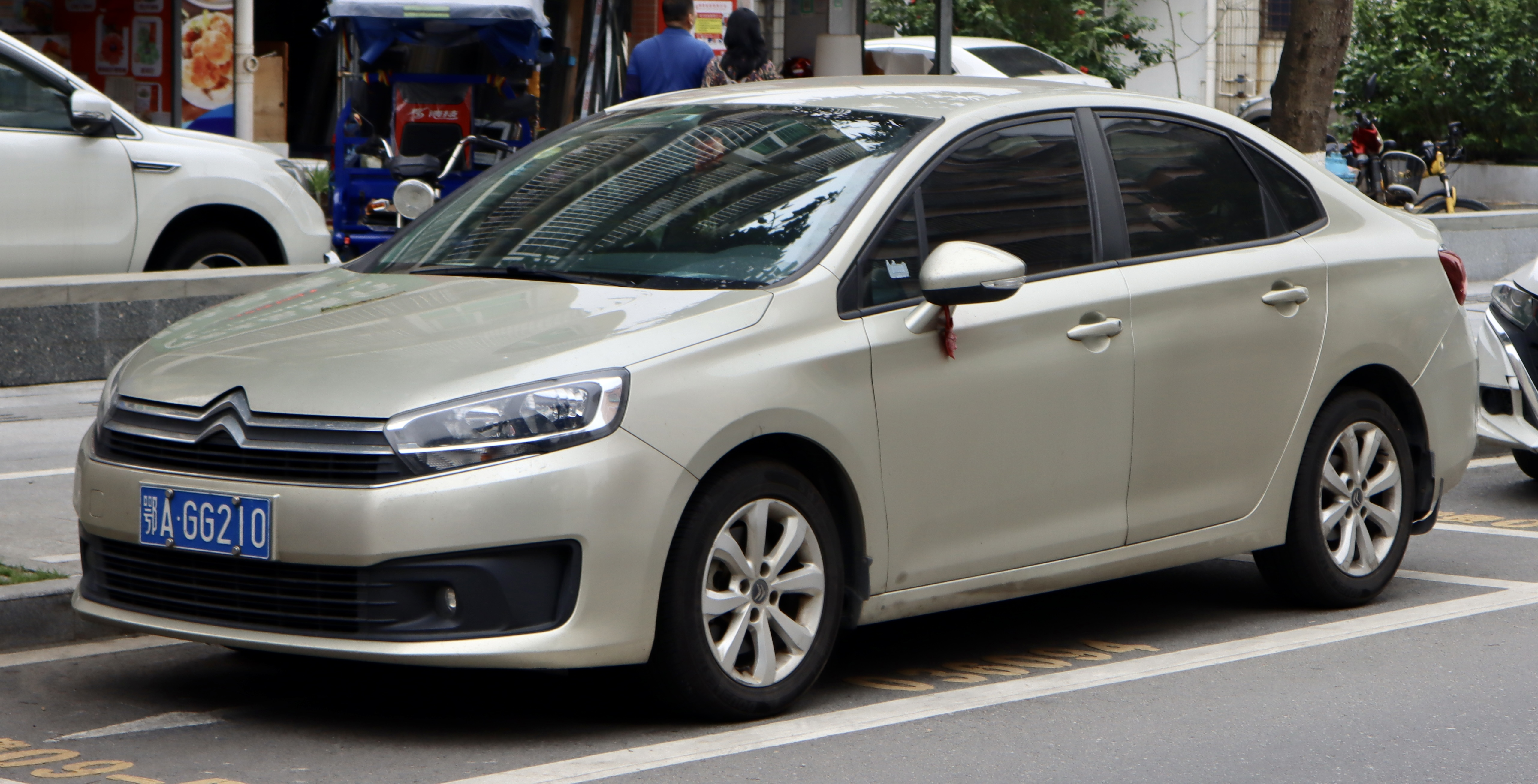
Citroën C4 sedán (China,vista frontal)
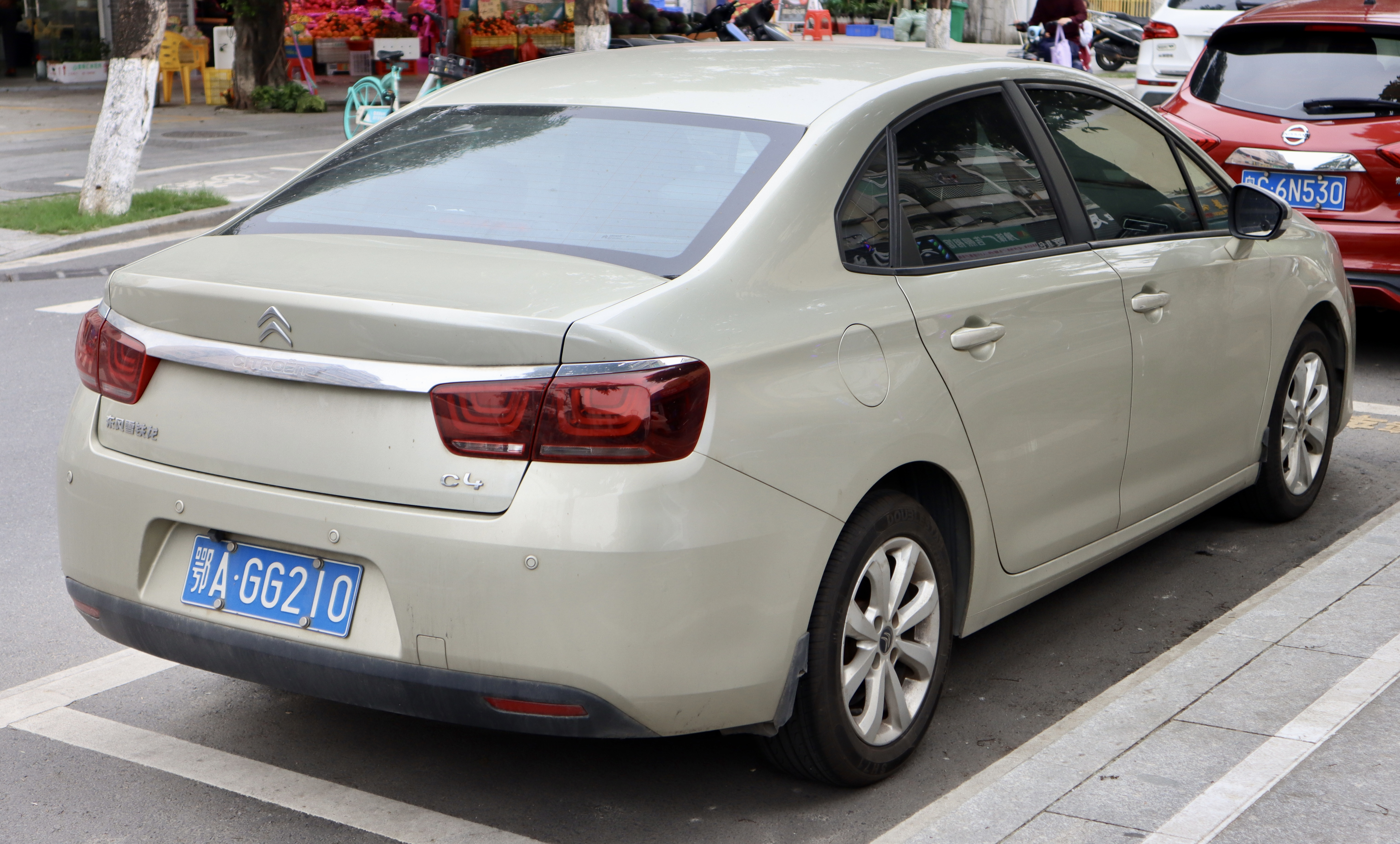
Citroën C4 sedán (China, vista trasera)

### Picasso version
El C4 Picasso es la versión monovolumen de la gama C4. Está disponible desde 2006 en dos versiones: el C4 Picasso de 5 plazas y el C4 Grand Picasso de 7 plazas. El C4 Picasso recibió una renovación en 2010, con motor, faros y mecánica actualizados. La gama de motores se compone principalmente de la misma versión del motor empleado en el hatchback y el coupé, además del motor de gasolina 1.8, y también estaba disponible en bicombustible (gas natural o GLP) en muchos mercados.

### Publicidad
La avanzada tecnología del coche fue el centro de una conocida campaña publicitaria televisiva que mostraba cómo el coche se transformaba en un Transformer gigante bailarín, acompañado de la canción "Jacques Your Body (Make Me Sweat)" de Les Rythmes Digitales. Al final de la secuencia, el robot se transforma de nuevo en un coche, con el eslogan "Alive With Technology". Los pasos de baile se basaron en el concepto de una rutina de break dance de Transformers, desarrollada a partir de movimientos grabados por los agentes del coreógrafo de Justin Timberlake, Marty Kudelka. Aunque el anuncio fue producido por un grupo musical canadiense y la escenografía era el centro de Vancouver, el coche no está disponible en Norteamérica. Toda la secuencia y la escenografía se crearon digitalmente. Se utilizó Apple Shake para generar digitalmente los efectos visuales. Este anuncio se atribuye desde entonces a Neill Blomkamp, director de District 9. El siguiente anuncio mostraba a un robot transformable similar patinando a toda velocidad sobre un lago helado, esquivando obstáculos y realizando una parada de hockey frente a un grupo de ingenieros antes de transformarse de nuevo en coche. Incluía la canción "Walking Away (Tocadisco Remix)" de The Egg.
El tercer anuncio en emisión muestra a un tercer robot transformable corriendo por una carretera, cambiando a forma de coche y volviendo a su forma de robot durante la carrera. Incluye la canción "Hungarian Dances" de Brahms. No está disponible en la página web del Citroën C4.
El cuarto anuncio, con otro robot transformable, se emite en Europa para el renovado C4. El robot se pavonea por la ciudad presumiendo, acompañado de una versión de la canción de los Bee Gees "Stayin' Alive" interpretada por MC Lita.
En julio de 2007, comenzó la filmación en São Paulo, Brasil, de un comercial para Sudamérica, protagonizado por el actor norteamericano Kiefer Sutherland y la actriz argentina Araceli González. Un mes antes, un polémico anuncio que anunciaba la colisión de un asteroide con la Tierra, con la apariencia de una noticia real, se utilizó en Brasil para promocionar el lanzamiento de C4 Pallas, y existe un asteroide llamado 2 Pallas.
El videojuego Citroën C4 Robot fue desarrollado por 2GEN Studio, con sede en Estambul, y lanzado el 21 de abril de 2008. Se trata de un advergame de carreras gratuito en el que el jugador puede crear una cuenta e intentar batir el récord de otro jugador o jugar sin conexión.

### Motorizaciones
El C4 está disponible con motorizaciones de cuatro cilindros en línea. La gama de motores de gasolina del C4 se componía inicialmente de un 1.4 litros de 65 kW (90 CV) de potencia máxima, un 1.6 litros de 80 kW (109 CV), y un 2.0 litros en versiones de 101 y 130 kW (138 y 177 CV), todos ellos atmosféricos y con inyección de combustible indirecta. Para la línea 2009, los dos más potentes se cambiaron por un 1.6 litros con inyección directa: un atmosférico de 88 kW (120 CV) y un turboalimentado de 103 y 110 kW (140 o 150 CV). Este motor ya se ofrecía en el Peugeot 207, el Peugeot 308 y el Mini.
Los motores diésel son un 1.6 litros de 68 y 80 kW (92 o 109CV) y un 2.0 litros de 101 kW (138 CV). Todos ellos incorporan intercooler e inyección directa y alimentación por common-rail; el primero tiene turbocompresor de geometría fija, y los restantes con turbocompresor de geometría variable.
En España los motores para el C4 Sedán fueron solamente un 1.6 litros de 80 kW (109 CV) y un 2.0 litros de 101 kW (138 CV) en gasolina, ambos atmosféricos y un 1.6 litros HDi de 80 kW (110 CV) en diésel.
| Motores de gasolina            | Motores de gasolina   | Motores de gasolina    | Motores de gasolina   | Motores de gasolina                           | Motores de gasolina    | Motores de gasolina                               | Motores de gasolina    |
|                                | 1.4 16v               | 1.6 16v                | 1.6 VTi               | 1.6 THP                                       | 2.0 16v                | 2.0 16v                                           | 2.0 16v (VTS)          |
| ------------------------------ | --------------------- | ---------------------- | --------------------- | --------------------------------------------- | ---------------------- | ------------------------------------------------- | ---------------------- |
| Periodo                        | 2004-2010             | 2004-2008              | 2008-2010             | 2008-2010                                     | 2004-2005              | 2005-2008                                         | 2004-2008              |
| Identificación del motor       | ET3 J4 (KFU)          | TU5 JP4 (NFU)          | EP6                   | EP6 DT                                        | EW10 J4 (RFN)          | EW10 A (RFJ)                                      | EW10 J4S (RFK)         |
| Tipo de motor                  | L4 16v                | L4 16v                 | L4 16v                | L4 16v, inyección directa, turbo, intercooler | L4 16v                 | L4 16v                                            | L4 16v                 |
| Diámetro x carrera             | 75.0 mm × 77.0 mm     | 78.5 mm × 82.0 mm      | 77.0 mm × 85.8 mm     | 77.0 mm × 85.8 mm                             | 85.0 mm × 88.0 mm      | 85.0 mm × 88.0 mm                                 | 85.0 mm × 88.0 mm      |
| Cilindrada                     | 1360 cm³              | 1587 cm³               | 1598 cm³              | 1598 cm³                                      | 1997 cm³               | 1997 cm³                                          | 1997 cm³               |
| Relación de compresión         | 10.2: 1               | 11.0: 1                | 11.0: 1               | 10.5: 1                                       | 10.8: 1                | 11.0: 1                                           | 11.0: 1                |
| Potencia máxima: CV (kW) @ rpm | 88 CV (65 kW) @ 5250  | 109 CV (80 kW) @ 5750  | 120 CV (88 kW) @ 6000 | 150 CV (110 kW) @ 5800                        | 136 CV (100 kW) @ 6000 | 140 CV (103 kW) @ 6000                            | 177 CV (130 kW) @ 7000 |
| Par máximo: Nm @ rpm           | 133 Nm @ 3250         | 147 Nm @ 4000          | 160 Nm @ 4250         | 240 Nm @ 1400-5000                            | 190 Nm @ 4100          | 200 Nm @ 4000                                     | 202 Nm @ 4750          |
| Tracción                       | Delantera             | Delantera              | Delantera             | Delantera                                     | Delantera              | Delantera                                         |                        |
| Transmisión                    | Manual, 5 velocidades | Manual, 5 velocidades  | Manual, 5 velocidades | Manual, 6 velocidades                         | Manual, 5 velocidades  | Manual, 5 velocidades / Automática, 4 velocidades | Manual, 5 velocidades  |
| Peso                           | 1182 kg               | 1200 kg                | 1220 kg               | 1276 kg                                       | 1262 kg                | 1292 kg                                           | 1337 kg                |
| Aceleración 0–100 km/h         | 12.8 s                | 10.6 s                 | 11.4 s                | 9.2 s                                         | 9.2 s                  | 10.1 s                                            | 8.3 s                  |
| Velocidad máxima               | 182 km/h              | 194 km/h               | 195 km/h              | 195 km/h                                      | 207 km/h               | 206 km/h                                          | 227 km/h               |
| Consumo combinado (L/100 km)   | 6.4                   | 7.1                    | 6.7                   | 6.9                                           | 7.8                    | 8.1                                               | 8.4                    |
| Normativa anticontaminación    | Euro 4                | Euro 3, Euro 4, Euro 5 | Euro 4                | Euro 4                                        | Euro 3                 | Euro 4                                            | Euro 3                 |

| Motores diésel                 | Motores diésel                                             | Motores diésel                                             | Motores diésel                                             | Motores diésel                                             |
|                                | 1.6 HDi                                                    | 1.6 HDi                                                    | 2.0 HDi 16v                                                | 2.0 HDi 16v                                                |
| ------------------------------ | ---------------------------------------------------------- | ---------------------------------------------------------- | ---------------------------------------------------------- | ---------------------------------------------------------- |
| Periodo                        | 2004-2010                                                  | 2004-2010                                                  | 2004-2008                                                  | 2008-2010                                                  |
| Identificación del motor       | DV6 ATED4                                                  | DV6 TED4                                                   | DW10 TED4                                                  | DW10 B                                                     |
| Tipo de motor                  | L4 16v, inyección directa, common-rail, turbo, intercooler | L4 16v, inyección directa, common-rail, turbo, intercooler | L4 16v, inyección directa, common-rail, turbo, intercooler | L4 16v, inyección directa, common-rail, turbo, intercooler |
| Diámetro x carrera             | 75.0 mm × 88.3 mm                                          | 75.0 mm × 88.3 mm                                          | 85.0 mm × 88.0 mm                                          | 85.0 mm × 88.0 mm                                          |
| Cilindrada                     | 1560 cm³                                                   | 1560 cm³                                                   | 1997 cm³                                                   | 1997 cm³                                                   |
| Relación de compresión         | 17.6: 1                                                    | 17.6: 1                                                    | 17.6: 1                                                    | 17.6: 1                                                    |
| Potencia máxima: CV (kW) @ rpm | 90 CV (66 kW) @ 4000                                       | 109 CV (80 kW) @ 4000                                      | 136 CV (100 kW) @ 4000                                     | 140 CV (103 kW) @ 4000                                     |
| Par máximo: Nm @ rpm           | 215 Nm @ 1750                                              | 240 Nm @ 1750                                              | 320 Nm @ 2000                                              | 340 Nm @ 2000                                              |
| Tracción                       | Delantera                                                  | Delantera                                                  | Delantera                                                  | Delantera                                                  |
| Transmisión                    | Manual, 5 velocidades                                      | Manual, 5 velocidades / Automática, 6 velocidades          | Manual, 6 velocidades                                      | Manual, 6 velocidades                                      |
| Peso                           | 1257 kg                                                    | 1280 kg                                                    | 1381 kg                                                    | 1381 kg                                                    |
| Aceleración 0–100 km/h         | 12.5 s                                                     | 11.2 s                                                     | 9.7 s                                                      | 9.5 s                                                      |
| Velocidad máxima               | 180 km/h                                                   | 192 km/h                                                   | 207 km/h                                                   | 207 km/h                                                   |
| Consumo combinado (L/100 km)   | 4.7                                                        | 4.7                                                        | 5.4                                                        | 5.3                                                        |
| Normativa anticontaminación    | Euro 4                                                     | Euro 3, Euro 4                                             | Euro 4                                                     | Euro 4                                                     |

### Equipamiento

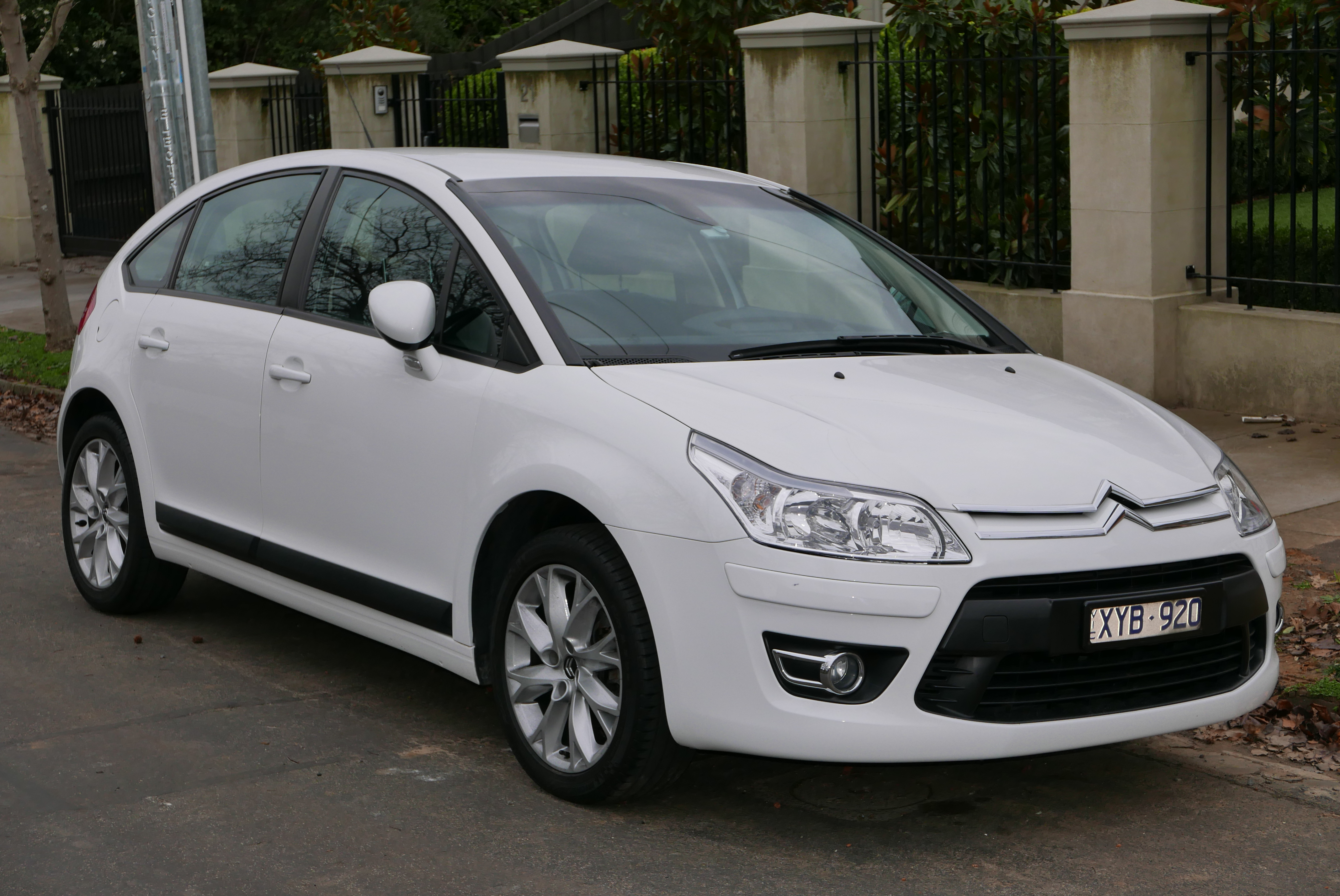
Citroën C4 rediseño 2009

El centro del volante permanece siempre fijo, girando solo la rueda y los dos radios del volante. Así, en la posición central se ubican diferentes teclas, que operan el equipo de audio, el ordenador de a bordo y el control de velocidad crucero , también inclyue climatizador y espejos eléctricos.
El cuentarrevoluciones es digital, y originalmente estaba ubicado en la parte superior del centro del volante. Luego de la reestilización de agosto del 2008, el cuentarrevoluciones pasa al panel de instrumentos junto al velocímetro.
EuroNCAP le otorgó cinco estrellas y 35 puntos de 36 en la prueba de protección a pasajeros adultos en choques; y tres estrellas y 22 puntos en protección a peatones en atropellos. El C4 incorpora elementos de seguridad activa como faros bi-xenón direccionales, los sistemas control de estabilidad (ESP) y ABS, además de la seguridad pasiva en forma de habitáculo con estructura reforzada y seis airbags.
El C4 Sedán/Pallas carecía de posibilidad de equipar ESP excepto en la versión Exclusive, en la que era opcional. Tampoco cuenta con sensores de abrochado de cinturón en ninguna de las plazas excepto en la del conductor. En España tampoco tenía la opción de equipar el Superbloqueo, que bloquea la apertura de las puertas desde dentro mientras está aparcado.

### Carrocerías

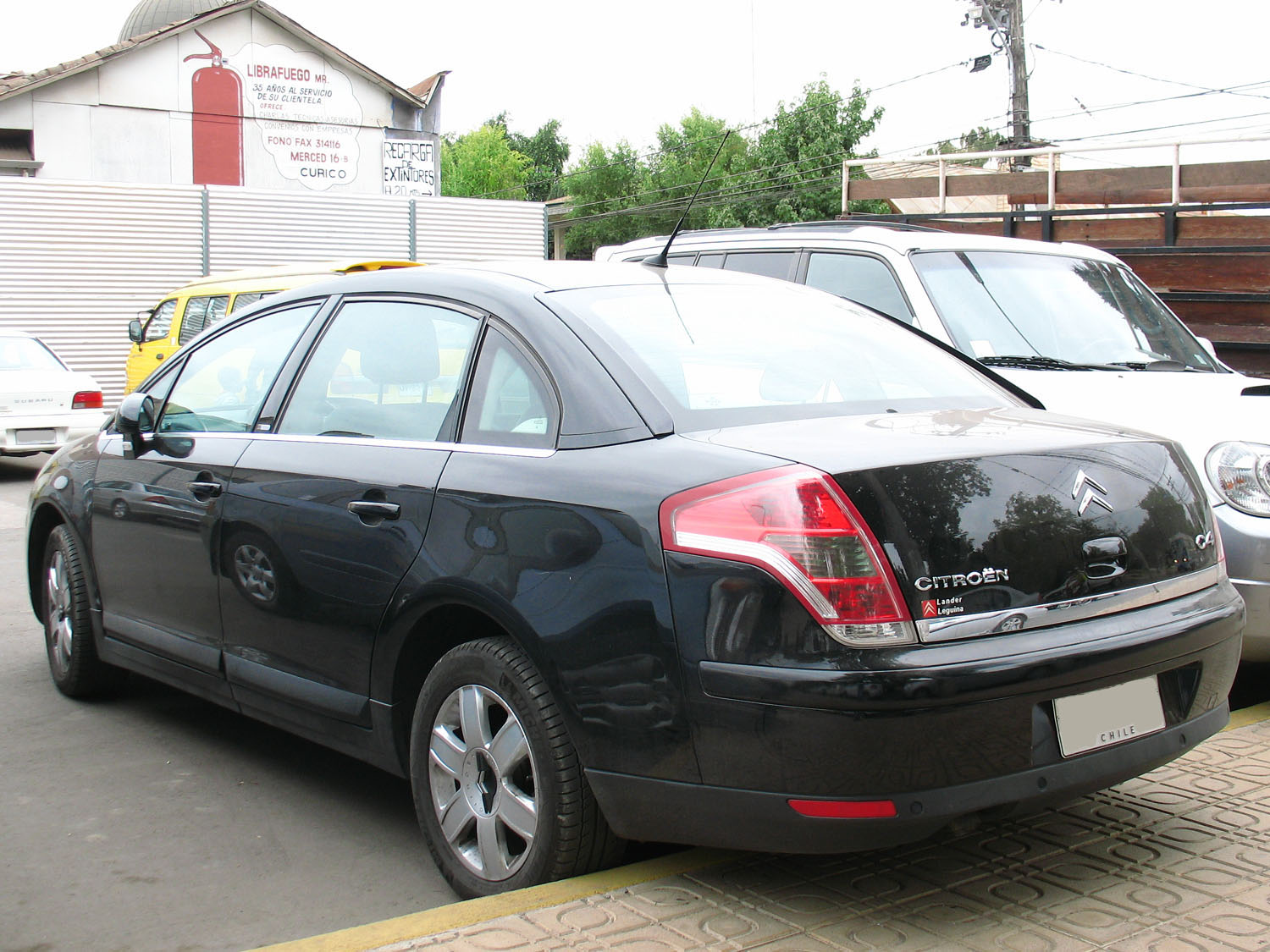
Versión sedán

El frontal representa los "chevrones" del logotipo de la marca, tanto en la terminación del capó como en la parrilla. En el tres puertas, las líneas del techo van cayendo bruscamente luego de pasar por el pilar "B", y terminan en una cola trunca, con un pequeño alerón y el vidrio trasero cortado en dos partes. El coeficiente aerodinámico Cx del C4 es de 0,28. El hatchback se conoce en China como "C-Quatre".
Una variante sedán de cuatro puertas del C4 se fabrica desde febrero de 2006 en China (donde se lo llama "C-Triomphe") en colaboración con la empresa Dongfeng, que también construye el Citroën ZX de tres volúmenes). En marzo de 2007 empezó a fabricarse en la planta de El Palomar, Buenos Aires, Argentina, donde se produce entre otros el Peugeot 307 y el Peugeot 206, para abastecer el mercado de América del Sur y el de Europa.

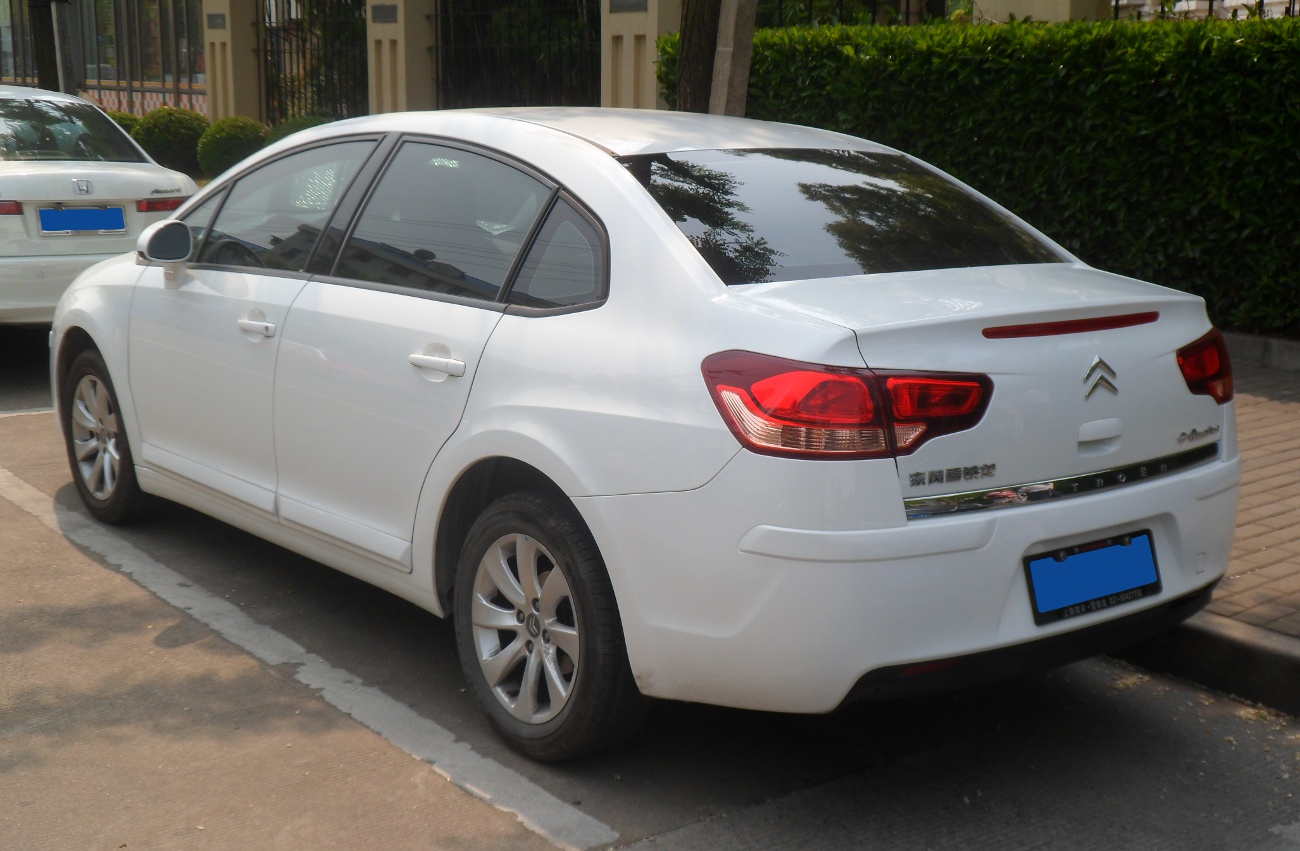
Citroën C-Quatre

Respecto de la versión tres puertas, el sedán es 495 mm más largo (4770 mm contra 4275 mm), tiene una batalla 100 mm mayor, idéntico ancho y es 52 mm más alto. Se lo puede considerar como un producto de un segmento C+ o D-, considerando que en largo supera al Citroën C5, que es del segmento D. La cajuela tiene una capacidad de 513 litros, uno de los más espaciosos de su categoría.
En el Salón del Automóvil de Shanghái de 2009 se presentó una segunda versión sedán con el nombre "C-Quatre Sedan". Comparte la distancia entre ejes con los hatchback y mide 4560 mm de largo, una medida semejante a otros sedanes del segmento C como el Citroën DS5 LS, Peugeot 408, Fiat Linea, Honda Civic, Renault Fluence, Toyota Corolla y Volkswagen Jetta.

### Modelos básicos y descripciones

#### Citroën C4 Berline
- Attraction : Este es el C4 de entrada. El equipamiento de serie incluye ABS, EGR y AFU, airbags frontales, laterales y de cortina (incluido uno desactivable en el lado del pasajero), control de crucero/limitador de velocidad, cubierta de carga, limpiaparabrisas delanteros intermitentes, computadora de viaje, asiento del conductor con altura ajustable, asiento del conductor con ajuste manual, volante con ajuste de altura y profundidad, cierre centralizado con sistema de acceso remoto sin llave, elevalunas eléctricos delanteros, retrovisores exteriores con ajuste eléctrico, lunas tintadas y volante con controles centrales fijos.
- Confort : Segunda versión. Ofrece las características mencionadas, además de un sistema de audio CD/RDS/MP3 de 6 velocidades, faros antiniebla delanteros con control remoto, aire acondicionado y guantera refrigerada. Opciones: Pintura metalizada; Paquete de manos libres Bluetooth; ESP; Sensores de aparcamiento traseros; Paquete de climatizador automático.
  - Opciones : Pintura metalizada; sistema de audio CD/RDS/MP3 Motores disponibles: 1.4i 16v 90 CV manual de 5 velocidades, 1.6 HDI 92 CV manual de 5 velocidades
  - Motores disponibles: 1.4i 16V 90 CV manual de 5 velocidades, 1.6i 16V VTi 120 CV manual de 5 velocidades, 1.6 HDi 92 CV manual de 5 velocidades, 1.6 HDi 110 CV FAP manual de 5 velocidades y manual de 6 velocidades.
- Paquete ambiente: Tercer nivel de equipamiento. Incluye las características mencionadas, además de luces de cruce automáticas, retrovisor electrocrómico, bombillas halógenas, limpiaparabrisas delanteros automáticos, sensores de aparcamiento traseros, climatizador bizona, guantera refrigerada, elevalunas eléctricos traseros, ambientador perfumado y volante de cuero.
  - Opciones: Pintura metalizada; ESP; techo panorámico de cristal; Kit de manos libres Bluetooth; ruedas de aleación de 16 pulgadas.
  - Motores disponibles: 1.6i 16v VTi de 120 CV con cambio manual de 5 velocidades, 1.6 HDi de 92 CV con cambio manual de 5 velocidades, 1.6 HDi de 110 CV con cambio manual FAP de 5 y 6 velocidades, y 2.0 HDi de 138 CV con cambio manual FAP de 6 velocidades.
- Exclusive : Acabado tope de gama para el C4. Incluye el equipamiento mencionado, además de ESP, sensor de subinflado de neumáticos, asistente de aparcamiento delantero, retrovisores exteriores ajustables/calefactables y plegables eléctricamente, lavafaros para faros de xenón (preinstalados para faros halógenos), alfombrilla delantera, kit manos libres Bluetooth y ruedas de aleación de 17 pulgadas. También incluye pequeños extras exteriores como detalles en negro piano en el alerón, molduras exteriores para el pilar B y los paneles laterales delanteros; y molduras cromadas en ambas defensas.
  - Opciones: pintura metalizada; asientos delanteros de cuero y calefactables; sistema de navegación NaviDrive a color; Sistema AFIL; faros direccionales de xenón de doble función; techo panorámico de cristal; paquete acústico.
  - Motores disponibles: 1.6i 16v VTi 120 CV BVM5, 2.0 16v 143/138, 1.6i 16v THP 140/150 CV BVM6 y BVA4, 1.6 HDi 110 CV FAP BVM5 y BMP6, 2.0 HDi 140 CV FAP BVM6 y BVA6.

#### Citroën C4 Coupé
- VTR: C4 de acceso, ofrece un asiento trasero corrido 2/3-1/3, tres reposacabezas retráctiles, sistema de audio CD/RDS/MP3 de 6 velocidades, ABS + EGR + AFU, airbags frontales, laterales y de cortina, airbag de pasajero desactivable, control de crucero/limitador de velocidad, parabrisas laminado, faros antiniebla delanteros descentrados, cubrebaúles, bombillas halógenas, limpiaparabrisas delanteros intermitentes, ordenador de a bordo, asiento del conductor regulable en altura, asiento del conductor ajustable manualmente, volante regulable en altura y profundidad, aire acondicionado con guantera refrigerada, cierre centralizado con pulsador de alta frecuencia, elevalunas eléctricos delanteros, difusor de aromas, retrovisores exteriores regulables eléctricamente, retrovisores eléctricos calefactables y plegables, lunas tintadas, volante de cuero, volante con mandos centrales fijos y ruedas de acero de 16 pulgadas. Opciones: Pintura metalizada; Paquete de manos libres Bluetooth; ESP; Sensores de aparcamiento traseros; Techo panorámico de cristal; Paquete de climatización automática; ruedas de aleación de 16 pulgadas.  Motores disponibles: 1.4i 16v de 90 CV con transmisión manual de 5 velocidades, 1.6i 16v VTi de 120 CV con transmisión manual de 5 velocidades, 1.6 HDi de 92 CV con transmisión manual de 5 velocidades, 1.6 HDi de 110 CV con sistema de frenado de emergencia (FAP) con transmisión manual de 5 velocidades y transmisión manual de 6 velocidades.

- VTS : El nivel de equipamiento tope de gama del C4, ofrece las características mencionadas, además de luces de cruce automáticas, ESP, retrovisor interior electrocrómico, sistema de control de presión de neumáticos, red portaobjetos en la cajuela, sensores de aparcamiento delanteros y traseros, limpiaparabrisas, limpiaparabrisas delanteros automáticos, retrovisores exteriores calefactables, climatizador bizona y guantera refrigerada, alfombrillas delanteras, luneta trasera practicable, kit manos libres Bluetooth, ruedas de aleación de 17 pulgadas y bocina bitono. Opciones: pintura metalizada; asientos delanteros de cuero y calefactables; sistema de navegación a color NaviDrive; sistema AFIL; faros direccionales de xenón de doble función; techo panorámico de cristal; paquete acústico.  Motores disponibles: 1.6i 16v VTi 120 CV BVM5, 1.6i 16v THP 140/150 CV BVM6, 1.6 HDi 110 CV FAP BVM5, BMP6, 2.0 HDi 140 CV FAP BVM6 y BVA6, 2.0i 16v 138 CV BVM5 y 2.0i 16v 180 CV BVM5.

#### Citroën C4 Bioflex
El C4 Bioflex es un vehículo de combustible flexible. Utiliza combustible agrícola. Equipado con un motor de 1,6 litros que desarrolla 82 kW, el C4 Bioflex es un modelo con los mismos acabados y equipamiento que el resto de la gama C4. Este vehículo reduce las emisiones de CO2 en un 5 % en el ciclo combinado en comparación con un C4 estándar.

### Series especiales

#### Citroën C4 Coupé by Loeb (2006)

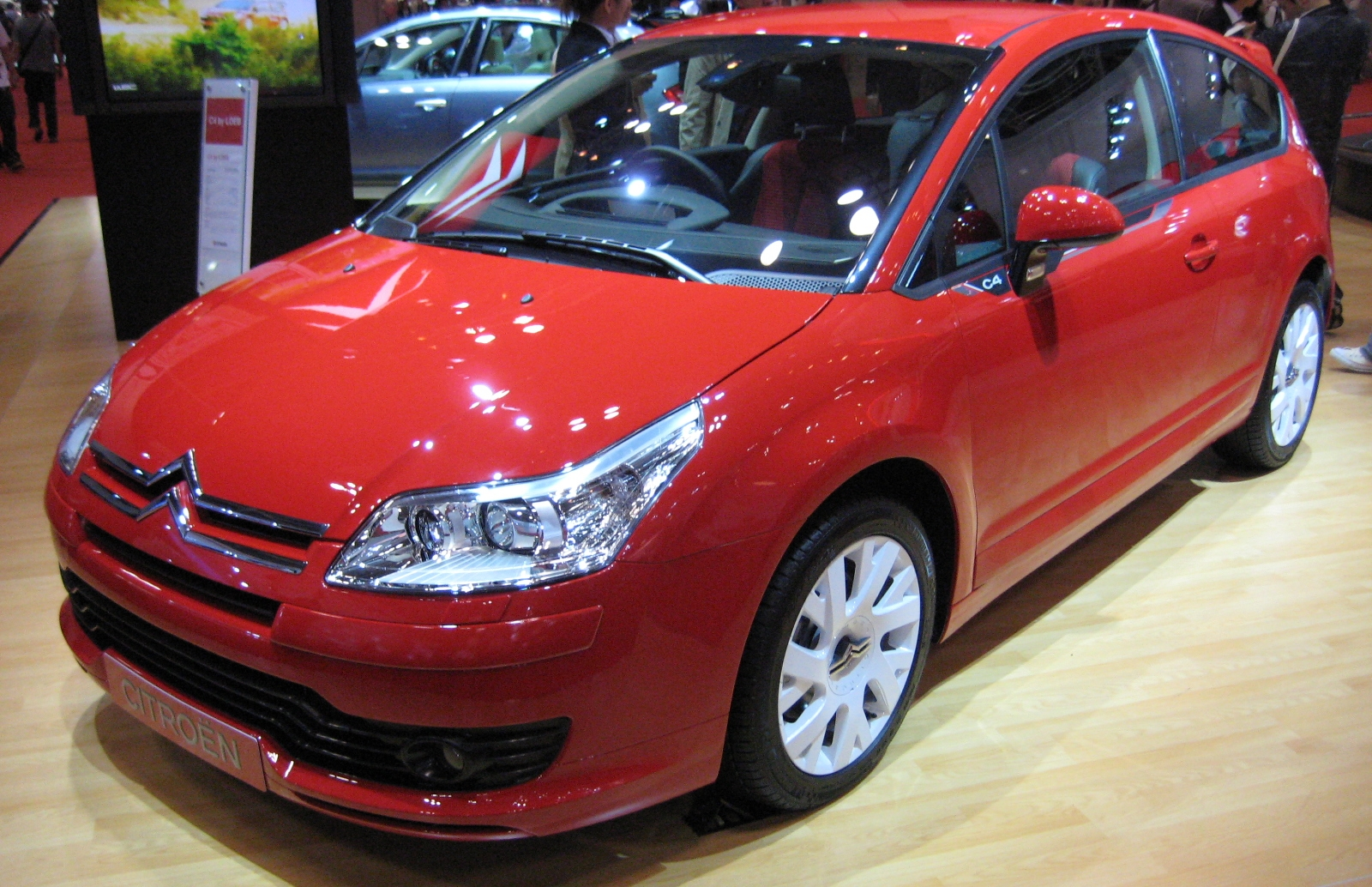
Coupé by Loeb de 2006.

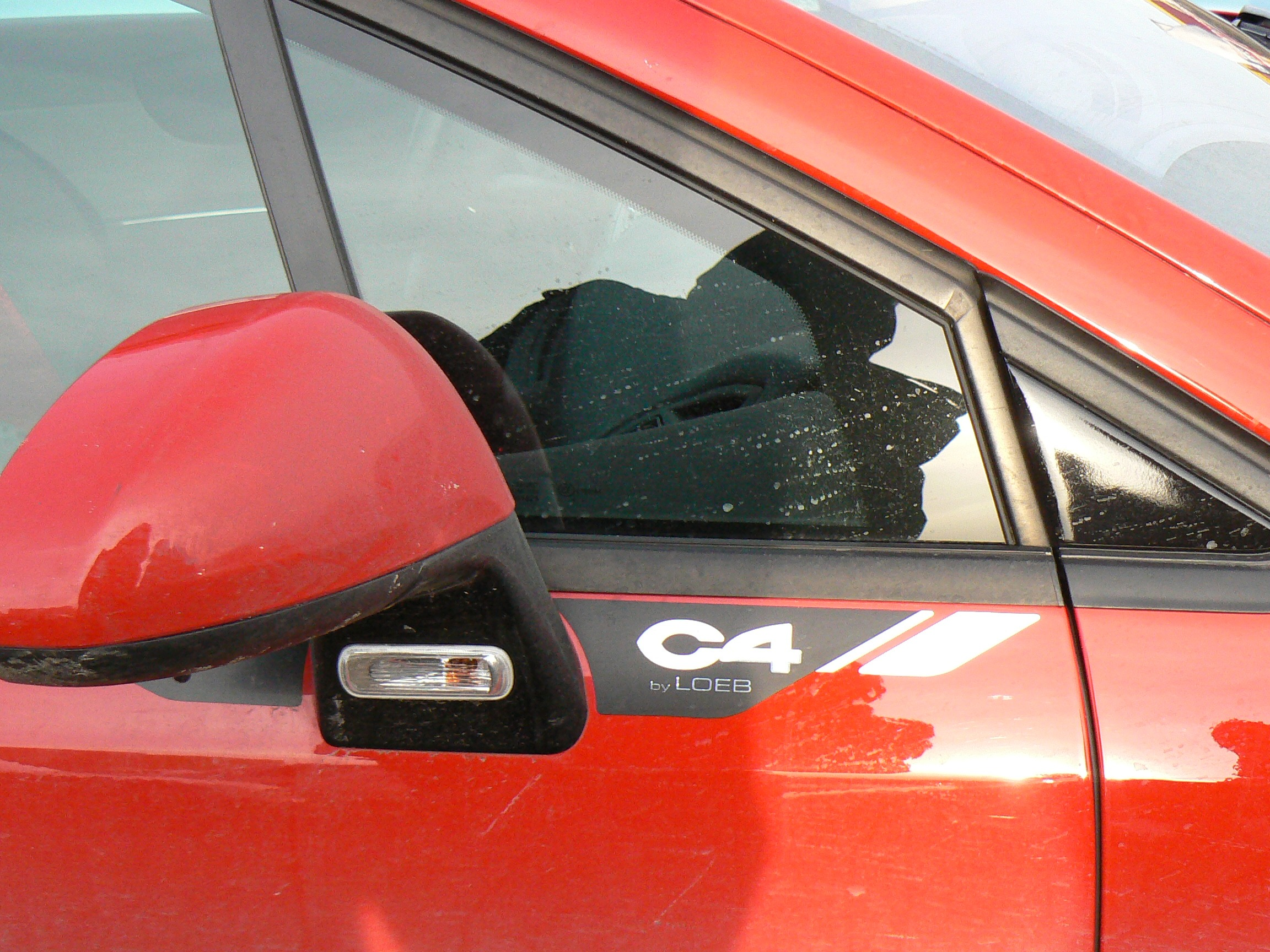
Vista de la tira decorativa lateral “C4 by Loeb”.

En 2006, Citroën lanzó el C4 "by Loeb", una edición limitada que celebra los éxitos deportivos del piloto de rally Sébastien Loeb con la marca francesa. Esta versión, basada en los niveles de equipamiento "Pack Ambiance" y "VTS", presenta elementos estéticos específicos que evocan discretamente al futuro Citroën C4 WRC y está disponible con motores de 110 a 150 CV. En el exterior, el C4 by Loeb está disponible en dos colores: Rouge Aden y Noir Obisidien, e incorpora ruedas de aleación "Resolven" de 17 pulgadas pintadas en blanco (o gris como opción), bases de retrovisores en Negro Obsidiana, carcasas de retrovisores "Alu Shadow" (si se elige Noir Obisidien) o del color de la carrocería (Rouge Aden), alerón y aleta del color de la carrocería, molduras laterales con el logotipo y el número de serie "C4 by Loeb", molduras laterales del color de la carrocería y un logotipo específico en el portón trasero.
En el interior, esta serie cuenta con asientos deportivos de Alcántara con el logotipo de Citroën bordado en los reposacabezas delanteros, costuras rojas en el reposabrazos central, un frontal central metálico y alfombrillas específicas con costuras rojas y el logotipo "C4". El climatizador bizona se elimina del equipamiento de serie y se convierte en opcional, excepto en el nivel de equipamiento "VTS", que lo mantiene de serie. Simultáneamente, Citroën lanza el Citroën C2 "by Loeb", que utiliza las mismas bases estéticas que el C4.

#### Citroën C4 Coupé by Loeb (2009)
Lanzado el 2 de febrero de 2009, Citroën presenta una nueva versión del C4 "by Loeb", basada en la segunda fase. Esta versión, más marcada que la primera, celebra el quinto título del WRC de Sébastien Loeb. Disponible en rojo Aden y negro Perla Nera, luce grandes adhesivos en las puertas y ruedas de aleación "Pastenague" de 17 pulgadas en blanco Banquise con tapacubos rojos y chevrones cromados. En negro, cuenta con tapacubos de aluminio para los retrovisores y ruedas negras.

## Segunda generación (2010-2019)

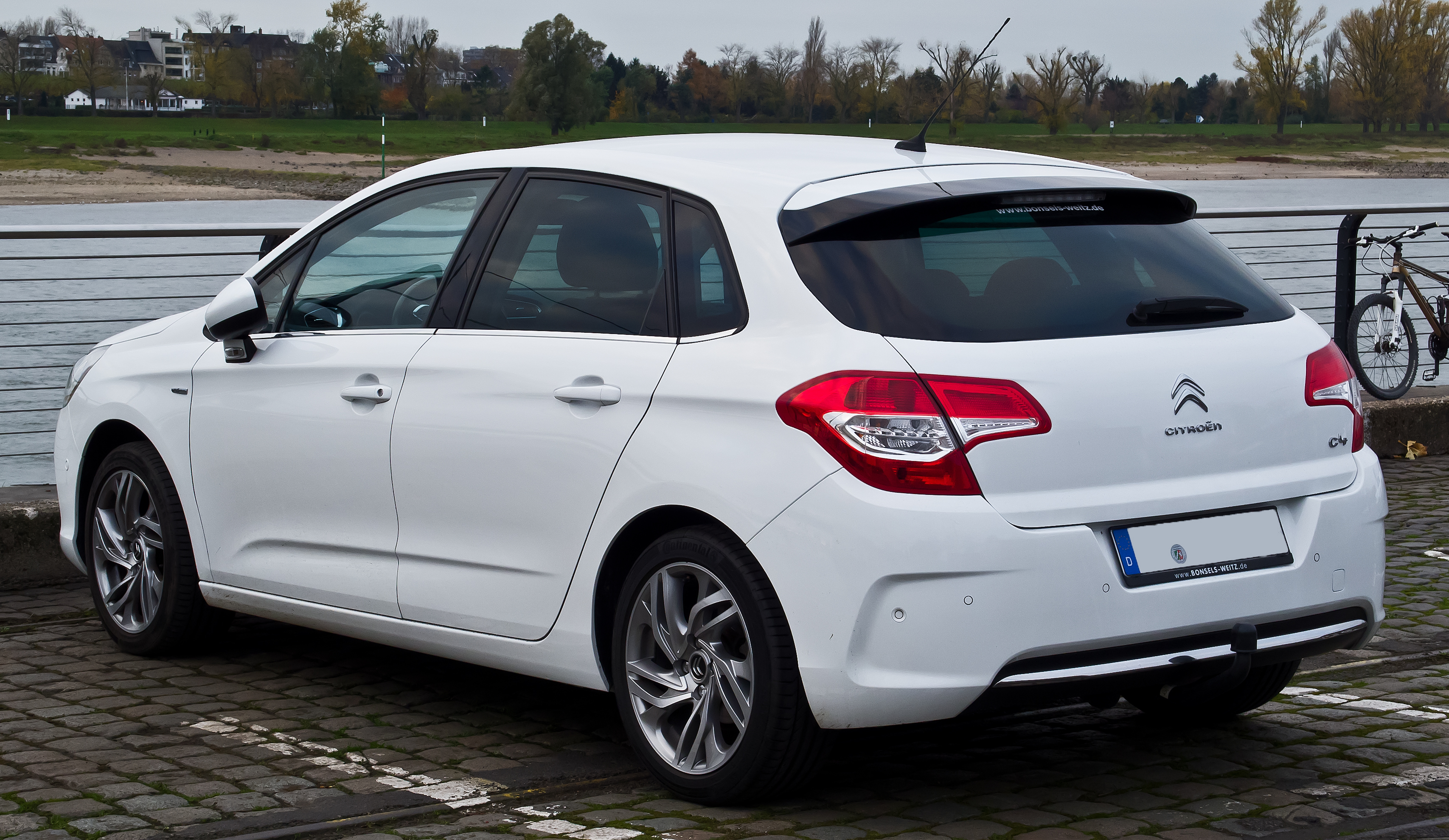
Citroën C4 vista trasera

La segunda generación del C4 se presentó en el Salón del Automóvil de París de 2010 y se puso a la venta en noviembre de 2010. En un principio, fue presentado únicamente con carrocería hatchback de cinco puertas, mientras que a fines de 2012 se presentó la versión sedán, llamada Citroën C4 Lounge. Un derivado con carrocería hatchback de tres puertas se estrenó en 2010 con la denominación DS4, siguiendo el esquema iniciado con la dupla Citroën C3 / Citroën DS3. Tanto el C4 como el DS4 fueron anticipados en el Salón del Automóvil de Ginebra de 2010 por el prototipo DS High Rider, semejante al primero de ellos en su frontal.
En sus primeros meses de venta, la gama de motores estará compuesta por seis motores de cuatro cilindros en línea. Los gasolina serán un 1.4 litros atmosférico de 95 CV, un 1.6 litros atmosférico de 120 CV, y un 1.6 litros turboalimentado de 156 CV. En tanto, los diésel serán un 1.6 litros en versiones de 90 y 112 CV, y un 2.0 litros de 150 CV.
La segunda generación del Citroën C4 se pondrá a la venta en España a partir del próximo mes de noviembre. La plataforma utilizada por el fabricante francés -la número dos según las siglas internas de Citroën- es la misma que la del 308/3008.
Aparte de las renovadas medidas del nuevo C4, ahora es cinco centímetros más largo, dos más ancho y tres más alto, también ha aumentado la capacidad de la cajuela hasta los 412 litros. Asimismo, la estética ha mejorado ostensiblemente ofreciendo un aspecto mucho más moderno y estilizado que la anterior generación.
El Citroën C4 destaca por su nueva fisonomía, con un capó en la parte delantera con nervaduras, unas ópticas de original diseño que llegan casi hasta las aletas y amplias defensas.
Lateralmente, junto al diseño de las nuevas ruedas, dos canales centrales atraviesan todo el lateral y le confiere un aspecto muy moderno y original. La trasera con el amplio portón que da acceso a la aumentada cajuela y las nuevas ópticas traseras ofrecen un aspecto mucho más llamativo que en la anterior generación.
El aumento de la calidad de los componentes utilizados en la fabricación de este nuevo compacto se aprecia nada más instalarnos frente a su nuevo volante, desechado el sofisticado anterior por peso, este es tres kilogramos menos pesado, y por economía en su fabricación.
Los asientos han ganado en confort y recogen mejor el cuerpo de sus ocupantes, así como la situación de los mandos necesarios para la conducción. El panel de instrumentos también es de nuevo diseño aglutinando en tres relojes circulares toda la información, analógica y digital, necesaria del estado de nuestro vehículo.
El chasis se ha reforzado para permitir la transmisión de la potencia de las nuevas mecánicas sin problemas, mientras que las suspensiones se han ajustado con tarados más enérgicos tanto en la amortiguación, como en las barras estabilizadoras o en los muelles, consiguiendo gracias a estos cambios mejor el agarre al asfalto así como una superior comodidad interior.
Tanto el motor más potente de gasolina THP como el e-HDi 112 FAP incorporan la caja de cambios manual pilotada (CMP) de seis marchas, mientras que el resto de las mecánicas utilizarán las de cinco o seis marchas manuales dependiendo de su acabado.
Los precios y los acabados dentro de la gama para España aún no están definidos, aunque para el mercado francés los precios comenzarán en los 16.990 euros y llegaran hasta los 26.990 euros.
La gama constará con diez colores diferenciados y las ruedas se ofrecen con variaciones desde las 15 pulgadas de diámetro hasta las 18.
Los equipamientos para este nuevo C4 se ha ampliado ostensiblemente, pues además de los ya conocidos como la ayuda al arranque en pendiente, el freno de mano eléctrico, la alerta de cambio de carril o los faros bi-xenón autodireccionales, se incluye el sistema de vigilancia del ángulo muerto y el regulador limitador de velocidad con posibilidad de programarlo para cinco velocidades diferentes.
Las previsiones de ventas para el C4 en el mundo están cifradas en 100.000 unidades para el próximo año, mientras que para España está previsto que se vendan más de 1.500 unidades en este año y llegar a superar las 23.500 en 2011.

### Motorizaciones
| Motores de gasolina            | Motores de gasolina                           | Motores de gasolina                               | Motores de gasolina   | Motores de gasolina                               | Motores de gasolina                           |
|                                | 1.2 THP                                       | 1.2 THP                                           | 1.4 VTi               | 1.6 VTi                                           | 1.6 THP                                       |
| ------------------------------ | --------------------------------------------- | ------------------------------------------------- | --------------------- | ------------------------------------------------- | --------------------------------------------- |
| Periodo                        | 2015-presente                                 | 2014-presente                                     | 2010-2014             | 2010-2014                                         | 2010-2014                                     |
| Identificación del motor       | EB2 DT                                        | EB2 DTS                                           | EP3 C                 | EP6 C                                             | EP6 CDT                                       |
| Tipo de motor                  | L3 12v, inyección directa, turbo, intercooler | L3 12v, inyección directa, turbo, intercooler     | L4 16v                | L4 16v                                            | L4 16v, inyección directa, turbo, intercooler |
| Diámetro x carrera             | 75.0 mm × 90.5 mm                             | 75.0 mm × 90.5 mm                                 | 77.0 mm × 75.0 mm     | 77.0 mm × 85.8 mm                                 | 77.0 mm × 85.8 mm                             |
| Cilindrada                     | 1199 cm³                                      | 1199 cm³                                          | 1397 cm³              | 1598 cm³                                          | 1598 cm³                                      |
| Relación de compresión         | 10.5: 1                                       | 10.5: 1                                           | 11.0: 1               | 11.0: 1                                           | 10.5: 1                                       |
| Potencia máxima: CV (kW) @ rpm | 110 CV (81 kW) @ 5500                         | 130 CV (96 kW) @ 5500                             | 95 CV (70 kW) @ 6000  | 120 CV (88 kW) @ 6000                             | 156 CV (115 kW) @ 6000                        |
| Par máximo: Nm @ rpm           | 205 Nm @ 3500                                 | 230 Nm @ 1750                                     | 136 Nm @ 4000         | 160 Nm @ 4250                                     | 240 Nm @ 1400                                 |
| Tracción                       | Delantera                                     | Delantera                                         | Delantera             | Delantera                                         | Delantera                                     |
| Transmisión                    | Manual, 5 velocidades                         | Manual, 6 velocidades / Automática, 6 velocidades | Manual, 5 velocidades | Manual, 5 velocidades / Automática, 4 velocidades | Automática, 6 velocidades                     |
| Aceleración 0–100 km/h         | 12.3 s                                        | 11.9 s                                            | 11.9 s                | 10.8 s                                            | 8.7 s                                         |
| Velocidad máxima               | 184 km/h                                      | 199 km/h                                          | 182 km/h              | 193 km/h                                          | 214 km/h                                      |
| Consumo combinado (L/100 km)   | 4.8-5.0                                       | 4.8                                               | 6.1                   | 6.2-6.3                                           | 6.4                                           |
| Normativa anticontaminación    | Euro 6                                        | Euro 6                                            | Euro 5                | Euro 5                                            | Euro 5                                        |

| Motores diésel                 | Motores diésel                                            | Motores diésel                                            | Motores diésel                                            | Motores diésel                                            | Motores diésel                                            | Motores diésel                                             | Motores diésel                                             |
|                                | 1.6 HDi                                                   | 1.6 HDi                                                   | 1.6 HDi                                                   | 1.6 HDi                                                   | 1.6 HDi                                                   | 2.0 HDi                                                    | 2.0 HDi                                                    |
| ------------------------------ | --------------------------------------------------------- | --------------------------------------------------------- | --------------------------------------------------------- | --------------------------------------------------------- | --------------------------------------------------------- | ---------------------------------------------------------- | ---------------------------------------------------------- |
| Periodo                        | 2010-2014                                                 | 2015-presente                                             | 2010-2012                                                 | 2013-2014                                                 | 2015-presente                                             | 2010-2015                                                  | 2015-presente                                              |
| Identificación del motor       | DV6 DTED                                                  | DV6 FDTED                                                 | DV6 CTED                                                  | DV6 CTED                                                  | DV6 FCTED                                                 | DW10 D                                                     | DW10 D                                                     |
| Tipo de motor                  | L4 8v, inyección directa, common-rail, turbo, intercooler | L4 8v, inyección directa, common-rail, turbo, intercooler | L4 8v, inyección directa, common-rail, turbo, intercooler | L4 8v, inyección directa, common-rail, turbo, intercooler | L4 8v, inyección directa, common-rail, turbo, intercooler | L4 16v, inyección directa, common-rail, turbo, intercooler | L4 16v, inyección directa, common-rail, turbo, intercooler |
| Diámetro x carrera             | 75.0 mm × 88.3 mm                                         | 75.0 mm × 88.3 mm                                         | 75.0 mm × 88.3 mm                                         | 75.0 mm × 88.3 mm                                         | 75.0 mm × 88.3 mm                                         | 85.0 mm × 88.0 mm                                          | 85.0 mm × 88.0 mm                                          |
| Cilindrada                     | 1560 cm³                                                  | 1560 cm³                                                  | 1560 cm³                                                  | 1560 cm³                                                  | 1560 cm³                                                  | 1997 cm³                                                   | 1997 cm³                                                   |
| Relación de compresión         | 16.0: 1                                                   | 16.0: 1                                                   | 16.0: 1                                                   | 16.0: 1                                                   | 16.0: 1                                                   | 16.0: 1                                                    | 16.0: 1                                                    |
| Potencia máxima: CV (kW) @ rpm | 92 CV (68 kW) @ 4000                                      | 99 CV (73 kW) @ 3750                                      | 112 CV (82 kW) @ 3600                                     | 114 CV (84 kW) @ 3600                                     | 120 CV (88 kW) @ 3500                                     | 150 CV (110 kW) @ 3750                                     | 150 CV (110 kW) @ 4000                                     |
| Par máximo: Nm @ rpm           | 230 Nm @ 1750                                             | 254 Nm @ 1750                                             | 270 Nm @ 1750                                             | 270 Nm @ 1750                                             | 300 Nm @ 1750                                             | 340 Nm @ 2000                                              | 370 Nm @ 2000                                              |
| Tracción                       | Delantera                                                 | Delantera                                                 | Delantera                                                 | Delantera                                                 | Delantera                                                 | Delantera                                                  | Delantera                                                  |
| Transmisión                    | Manual, 5 velocidades                                     | Manual, 5 velocidades                                     | Manual, 6 velocidades / Automática, 6 velocidades         | Manual, 6 velocidades / Automática, 6 velocidades         | Manual, 6 velocidades / Automática, 6 velocidades         | Manual, 6 velocidades                                      | Manual, 6 velocidades                                      |
| Aceleración 0–100 km/h         | 12.9 s                                                    | 12.8-13.2 s                                               | 11.3-11.2 s                                               | 11.3-11.2 s                                               | 11.8-12.1 s                                               | 8.6 s                                                      | 9.6 s                                                      |
| Velocidad máxima               | 180 km/h                                                  | 177-180 km/h                                              | 190 km/h                                                  | 190 km/h                                                  | 191-197 km/h                                              | 207 km/h                                                   | 207 km/h                                                   |
| Consumo combinado (L/100 km)   | 4.2-4.3                                                   | 3.3-3.8                                                   | 4.6-4.7                                                   | 4.6-4.7                                                   | 3.6-3.8                                                   | 4.9-5.0                                                    | 3.8                                                        |
| Normativa anticontaminación    | Euro 5                                                    | Euro 6                                                    | Euro 5                                                    | Euro 5                                                    | Euro 6                                                    | Euro 5                                                     | Euro 6                                                     |

### Citroën C4 Cactus

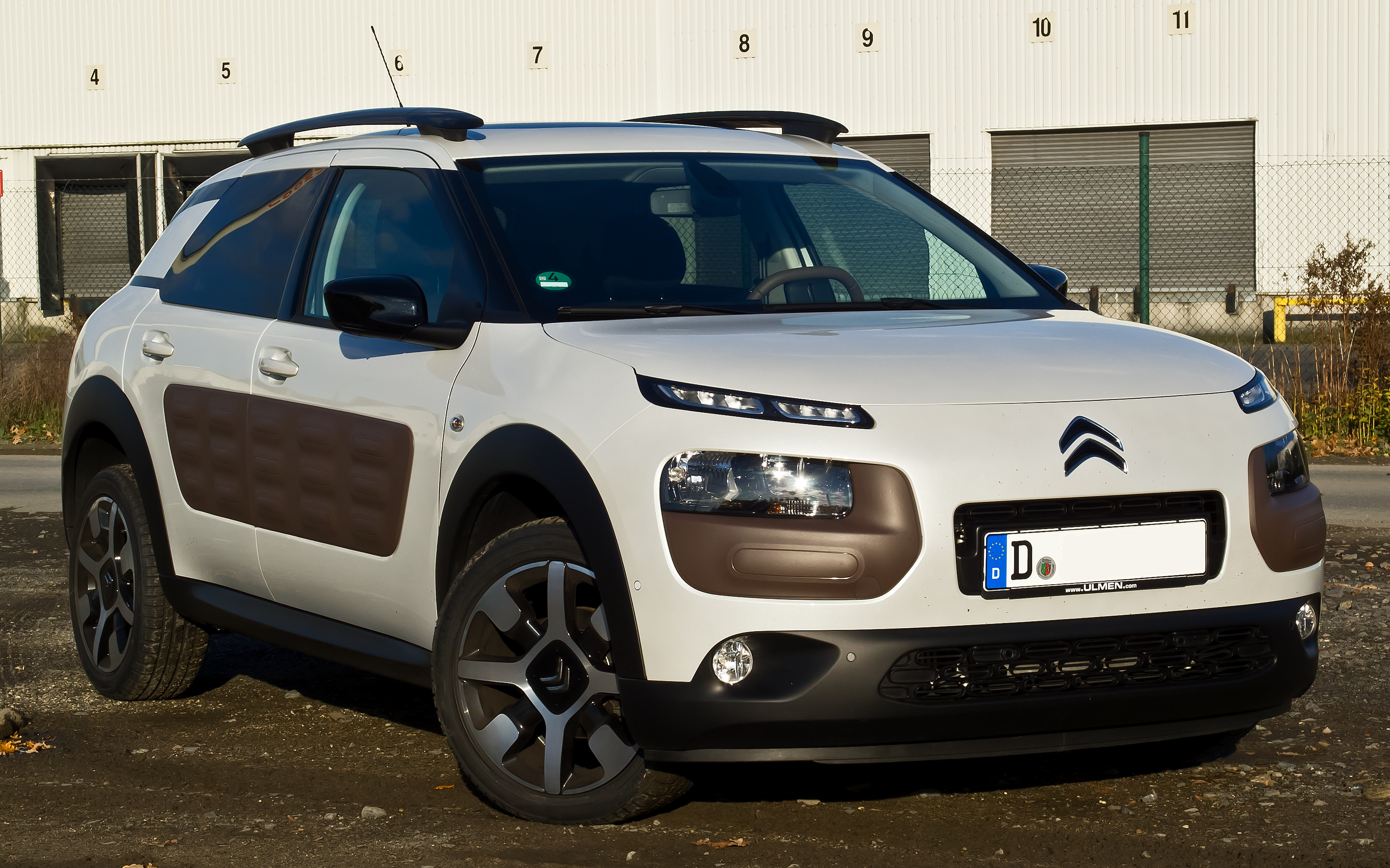
Citroën C4 Cactus

La familia C4 crece con un nuevo miembro en forma de SUV, aunque es un suv del segmento "b" se denomina c4 por una cuestión de marketing, estrena un diseño más futurista. Este crossover, al igual que la variante monovolumen del C4 (C4 Picasso/Grand C4 Picasso), incorpora el mismo diseño en los faros delanteros con la misma tecnología de led. Otro de los puntos fuertes del C4 Cactus son los "plásticos" que recubren las puertas, el portón trasero y parte de la defensa delantera para amortiguar los golpes. Al igual que otro de sus familiares de la marca del chevron (Citroën DS3) el C4 Cactus tiene una gran gama de personalización en lo que se refiere a la carrocería, convirtiéndose en un duro rival para los demás automóviles de este segmento.
El interior, al igual que el exterior, combina la tecnología con los acabados que se esperan en un crossover. Se destaca las dos grandes butacas delanteras. El ordenador de a bordo viene incorporado de serie con una pantalla táctil de 7". 
La gama de motores van desde 82 CV hasta los 120 ya sea montando motor diésel (BlueHDI) o gasolina (PureTech).
Sus rivales más importantes son el Nissan Juke, el Fiat 500X y el Renault Captur.
Finalmente en 2018 el C4 Cactus sufrió un rediseño y sustituyó al C4 convencional mientras se desarrollaba la tercera generación.

### C4L - C4 Lounge

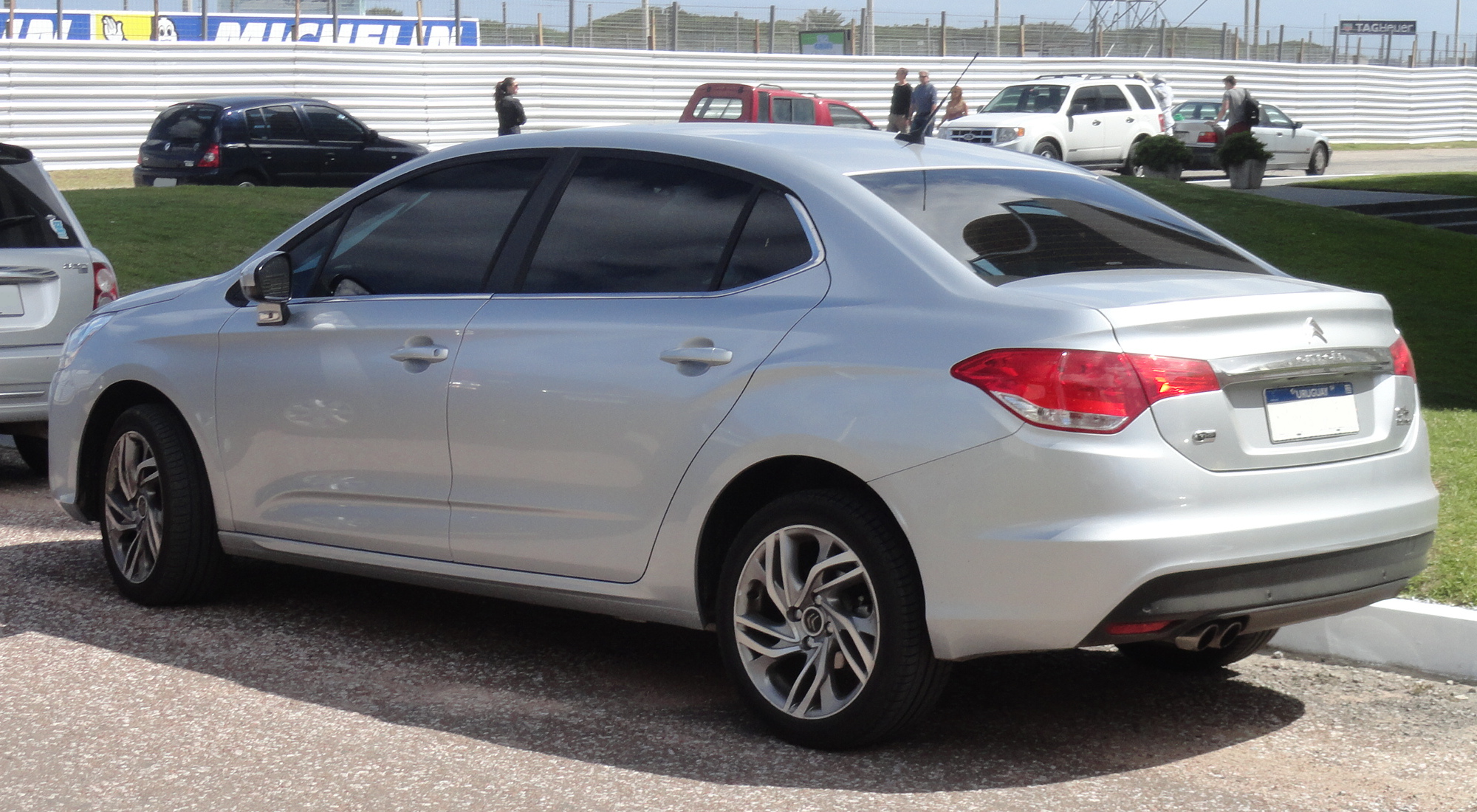
Citroën C4 Lounge

La versión tricuerpo de la segunda generación del Citroën C4, es a menudo conocida como C4L o bien, C4 Lounge, dependiendo del mercado en el que se comercializa. Este coche fue presentado en el año 2013 y tiene su producción localizada en las factorías de Argentina, China y Rusia, siendo destinada su producción para abastecer los mercados de Sudamérica, Medio y Lejano Oriente. Este coche, fue proyectado sobre la Plataforma II del Grupo Peugeot-Citroën, por lo que comparte componentes estructurales con el C4 Hatchback de primera generación y los Peugeot 307, 308 y 408. Mecánicamente, está equipado con dos versiones de motores nafteros, siendo estos un 2.0 de 16 válvulas y 143 CV, y un 1.6 turbo de 16 válvulas y 163 CV. Asimismo, presenta una versión diésel, equipada con un motor 1.6 turbo de 16 válvulas y 115 CV. Las versiones 2.0 nafta y 1.6 diésel, están acopladas a una caja manual de 5 marchas, mientras que la versión 1.6 turbo nafta, incorpora una caja automática de 6 velocidades.
Esta generación fue presentada en Argentina con el solo fin de dar reemplazo a la primera generación de la versión tricuerpo del C4, modelo que había tenido inicialmente buena recepción, pero que poco a poco comenzó a perder mercado frente a su versión hatchback, la cual continua produciéndose en la planta que el Groupe PSA posee en la localidad de El Palomar. Uno de los grandes saltos cualitativos en los que el C4L superaba a su predecesor, tenía que ver con su diseño más compacto y con mayor versatilidad.
En noviembre del año 2016, fue presentada una versión denominada C4 Lounge S, el cual no era otra cosa más que un C4L, con aspecto externo deportivo. Este modelo está basado sobre la versión más potente del C4, contando con un motor naftero turbo de 1.6 litros, 16 válvulas y 165 CV, que incorporaba como novedad, una caja manual de 6 velocidades. Asimismo, en materia de equipamiento, el C4 S incorporó elementos tales el control de estabilidad de serie (ESP), tapizado en cuero, faros de máscara negra, rines de aleación específicos de 17”, carcazas de espejos exteriores cromados, zócalos de aluminio en puertas delanteras, salida de escape doble con puntera cromada, tapizado en cuero y emblemas “C4 Lounge S” en los laterales y la plancha de instrumentos.

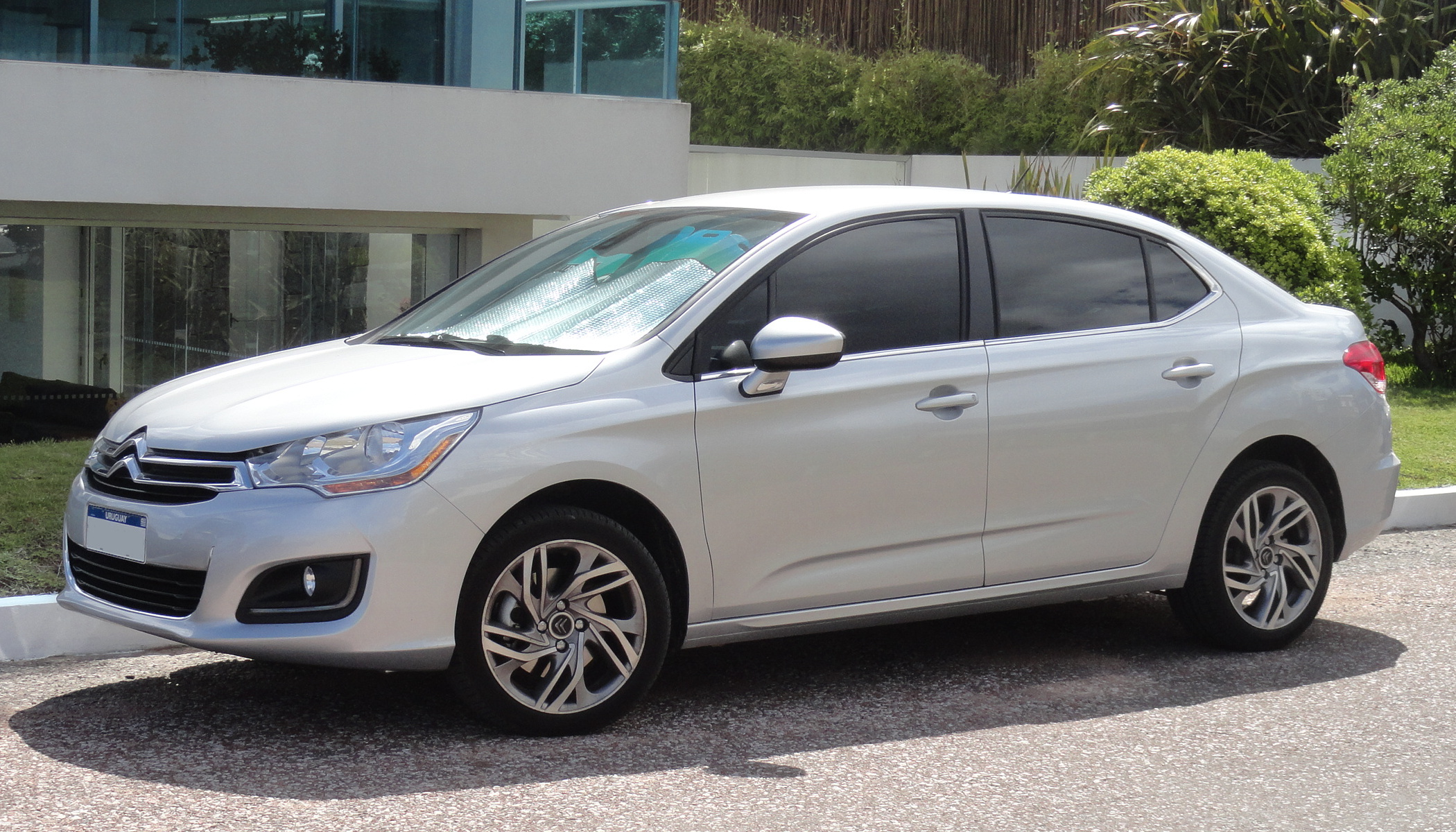
Citroën C4 Lounge fase 1 en Uruguay

El C4L (China), C4 Lounge (Latinoamérica) o C4 Sedán (Rusia) es una versión de tres volúmenes del C4 de segunda generación. Su nombre de proyecto interno es B73. Además de su cajuela de 440 litros, se beneficia de una distancia entre ejes 10 cm (2,71 m) más larga, lo que le otorga una longitud total de 4,62 m. Se basa en la plataforma del Peugeot 408 y está reservado para China, Rusia, Bielorrusia y algunos países sudamericanos, con ligeras diferencias de diseño.
Su frontal retoma las características específicas del C4, con la gran parrilla cromada, los grupos ópticos y la luneta trasera, que retoma el diseño del C5 y el C6. Bajo el capó, Citroën ofrece el motor THP en sus versiones de 150 y 170 CV, que puede combinarse con una caja de cambios automática de 6 velocidades y un nuevo VTi de 135 CV.
Se anunció en el Salón del Automóvil de Shanghái de 2012 y en China se conoce como C4 L, luego se lanzó como C4 Sedan en Rusia en 2013.
En el Salón del Automóvil de São Paulo de 2014, Citroën presentó un coche de exhibición basado en el C4 Lounge, llamado C4 Lounge Sport White.
Se rediseñó en 2016 para China y Rusia, con la extensión de la doble barra cromada, que aún conserva los chevrones, hacia los grupos ópticos. La parte trasera es más ligera. Este cambio de estilo está en consonancia con la presentación del Citroën C6.
La versión rediseñada del C4 Lounge llegó a los mercados sudamericanos en 2017. El rediseño eliminó las diferencias estilísticas entre las variantes regionales del modelo.
En China, el C4L recibe un nuevo interior en 2019.En 2020, Citroën finalizó la producción del C4L (versión china). A finales de ese mismo año, el C4 Lounge (versión sudamericana) abandonó el catálogo en Brasil, pero permaneció a la venta durante unos meses más en su mercado de origen, Argentina, así como en Uruguay.··. Finalmente, en Rusia, el C4 Sedán se siguió fabricando hasta la invasión rusa de Ucrania. 
El C4 Lounge se dejó de fabricar en Argentina en 2021.

### Acabados
Atractivo (Live en 2015):
- ABS con EGR, AFU y ESP - Airbags frontales, laterales y de cortina - Luces de emergencia automáticas - 2/3 - 3 asientos traseros - Aire acondicionado manual + guantera ventilada - Cierre centralizado con Plip - Control de Tracción Inteligente (excepto en versiones con transmisión automática) - Dirección asistida variable - Tapicería de tela Ponty - ruedas de acero de 15" con tapacubos Tampa - Elevalunas eléctricos delanteros - Control de crucero/limitador de velocidad - Retrovisores exteriores calefactables y ajustables eléctricamente - Asiento del conductor regulable en altura - Volante ajustable en altura y profundidad.

Confort (Feel en 2015):
- Acabado Atractivo + Apoyabrazos central delantero - Luces de cruce automáticas - Aire acondicionado automático bizona - Connecting Box (toma de corriente, puerto USB y kit manos libres Bluetooth[44]) - Limpiaparabrisas automáticos - Freno de estacionamiento eléctrico automático (solo en e-HDi ETG6) - Tapicería de tela Hermitage - ruedas de acero de 16" con tapacubos Atlanta - Molduras cromadas en los burletes de las ventanillas laterales - Elevalunas eléctricos traseros - Faros antiniebla con luz de giro estática - Control de crucero programable/limitador de velocidad - Espejo retrovisor interior electrocrómico - Asientos delanteros regulables en altura - Asiento del conductor con ajuste lumbar - Sistema de audio CD RDS MP3 de 6 velocidades - Volante de cuero.

Exclusivo (Brillante en 2015):
- Acabados Comfort +: Apoyabrazos central trasero con portón trasero - Sensores de aparcamiento delanteros y traseros con medición de espacio disponible - ambas defensas con inserciones cromadas - Citroën eTouch - Freno de estacionamiento eléctrico automático - Tapicería de tela/piel Saint-Cyr - ruedas de aleación Darwin de 16" - Lámpara portátil y toma de 12 V en la cajuela - Toma de 230 V - Retrovisores exteriores plegables eléctricamente con luces laterales bajo los retrovisores - Asientos delanteros con masaje y ajuste lumbar eléctrico - Alfombrillas delanteras y traseras - Sistema de monitorización de ángulo muerto - Lunas traseras tintadas - Volante de piel plena flor.

Exclusivo +:
- Acabados Exclusive +: Monitorización de la presión de los neumáticos con pantalla - ruedas de aleación Phoenix de 17" - Faros direccionales de xenón de doble función con lavafaros - Rueda de repuesto - Sistema de navegación eMyWay - Techo panorámico de cristal con toldo eléctrico.

- Business
- Collection
- Millenium[cita requerida]

## Tercera generación (2020-presente)

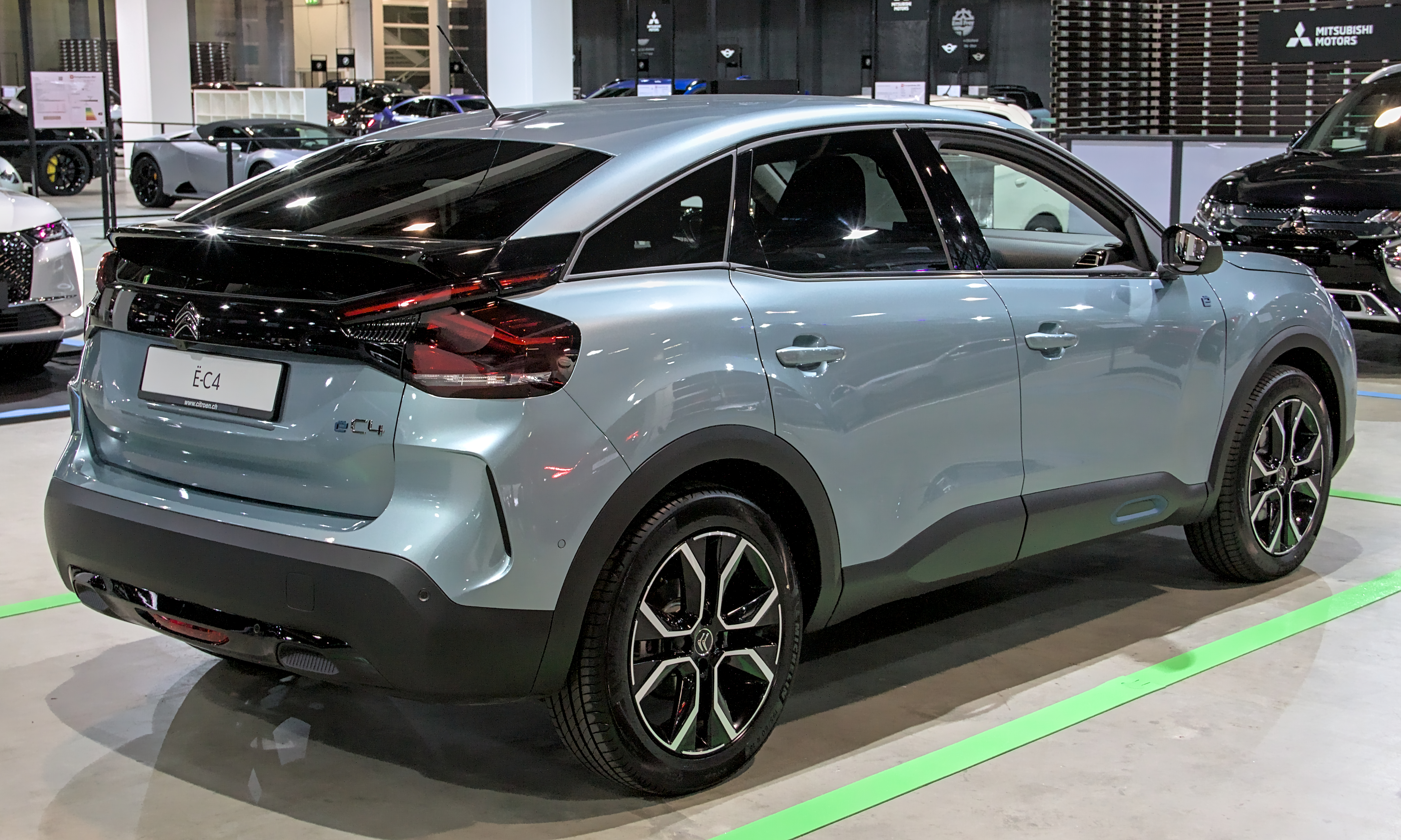
Vista lateral-trasera

El Citroën C4 de tercera generación fue relevado el 16 de junio de 2020, presentado a la prensa el 30 de junio y finalmente  comercializado en diciembre del mismo año. El diseño del sustituto del C4 de segunda generación y del C4 Cactus rinde homenaje al Citroën GS / GSA que celebra su 50 aniversario en 2020.  Así encontramos la luneta trasera inclinada, la cajuela vertical y las ventanillas traseras de su antecesor10, estiradas hasta en la popa. El interior recibe una mejora frente a las anteriores versiones, con  materiales más exclusivos y una pantalla táctil más grande y ancha.
Utiliza la plataforma del Groupe PSA para vehículos del segmento B denominada CMP, pero alargada.  Tiene las dimensiones de un coche del segmento C, mide 4,36 metros de longitud, 1,80 de anchura y 1,52 de altura, cota superior a las de sus competidores. Tiene una altura libre al suelo de 15,8 centímetros, más elevada de lo habitual, a medio camino entre un compacto al uso y un SUV para poder alojar el conjunto de baterías en las versiones eléctricas.

### ë-C4
La versión ë-C4 es un vehículo eléctrico con una batería de 50 kWh (180 MJ) de capacidad con refrigeración líquida, que le proporciona una autonomía de 350 km (217 millas), según el ciclo WLTP. Acelera de 0 a 100 km/h (0 a 62 mph) en 9.7 segundos y la velocidad máxima es de 150 km/h (93 mph) km/h.

## Citroën C4 WRC

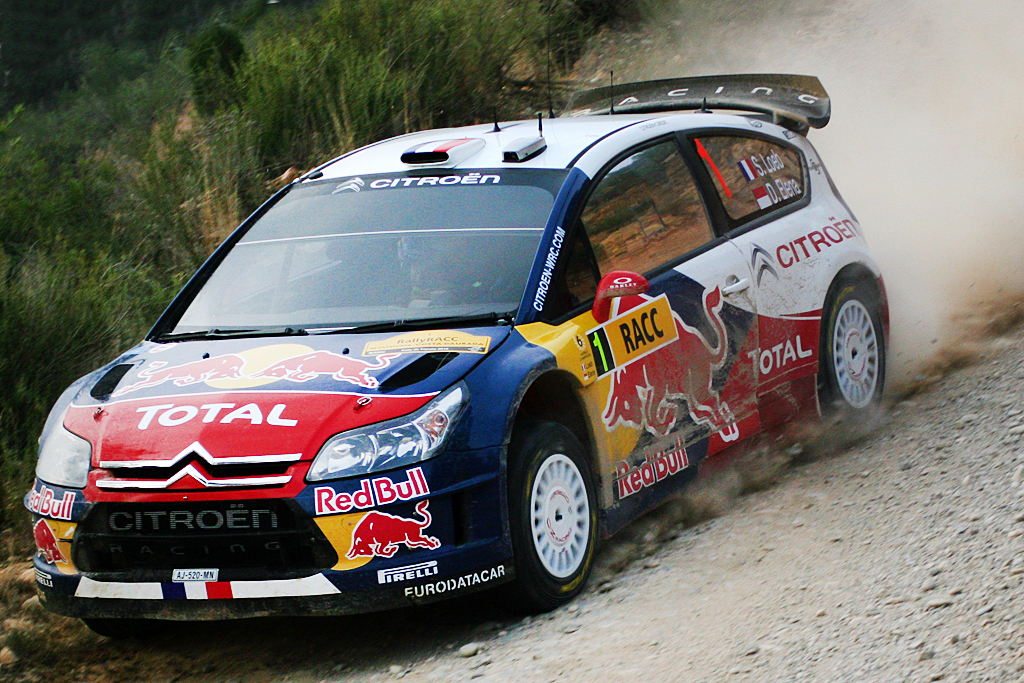
C4 WRC de Loeb-Elena en Cataluña en 2010

El C4 fue usado con homologación World Rally Car en el Campeonato Mundial de Rally desde el año 2007 hasta 2010 por el equipo oficial Citroën World Rally Team, en sustitución del Citroën Xsara WRC.
El piloto francés Sébastien Loeb y el copiloto monegasco Daniel Elena fueron campeones de las temporadas 2007, 2008, 2009 y 2010 con este modelo, con 26 victorias entre 2007 y 2010. Su compañero de equipo en esas temporadas fue el español Daniel Sordo, copilotado por su compatriota Marc Martí y Diego Vallejo en parte de la temporada 2010, quienes finalizaron en cuarta posición en 2007 y en el tercer puesto en 2008, 2009 y 2010. El equipo oficial de Citroën terminó segundo en 2007 y fue campeón de constructores en 2008 y 2009.
El C4 también ha sido utilizado por el Citroën Team y por pilotos privados como Conrad Rautenbach que pilotó un C4 en la temporada 2008.